# 装甲騎兵ボトムズ
『装甲騎兵ボトムズ』（そうこうきへいボトムズ、Armored Trooper Votoms）は、日本サンライズ（現・サンライズ）制作のロボットアニメ（SFアニメ）。テレビシリーズが1983年4月1日から1984年3月23日、テレビ東京系ほかで放送された。全52話。
後日談やサブエピソードを描いた小説・漫画・OVA作品が制作・発表され続けている。映像作品の最新作は、2011年4月に発売されたOVA『孤影再び』である。

## 概要
高橋良輔がリアルロボット路線の『太陽の牙ダグラム』（1981年 - 1983年）に引き続き手がけるテレビアニメとして生まれた。
ハードボイルドな描写とハードな世界設定とともに、登場するロボット「アーマードトルーパー（以下AT）」を単なる機械、単なる兵器として扱う描写を『ダグラム』以上に徹底して追求し、1979年の『機動戦士ガンダム』に始まるサンライズのリアルロボット路線は本作で一つの頂点に達したと言われる。一方で『ガンダム』『ダグラム』でも見られた「少年が戦いの中で戦士として成長する」という従来の展開に対し、本作では「既に兵士としては完成された主人公が、仲間や愛する者を得て人間性を取り戻していく」展開となっており、さらに物語後半では、自他共に単なる一兵卒に過ぎないと思われていた主人公自身が、実は超常の存在であった事が判明し、自らその謎を探求していく。
本作は監督の高橋良輔、キャラクターデザインの塩山紀生、主人公の声を演じた郷田ほづみ、そして音楽を担当した乾裕樹のそれぞれの代表作の一つとされる。

## あらすじ
アストラギウス銀河を二分するギルガメスとバララントは、もはや開戦の理由など誰も知らない戦争を100年も続けていた。その“百年戦争”の末期、ギルガメス軍の一兵士キリコ・キュービィーは、味方の基地を強襲するという不可解な作戦に参加させられる。その作戦でキリコは軍の最高機密「素体」を目にしたため軍から追われる身となり、町から町へ、星から星へと逃亡の旅を続ける。その逃亡と戦いの中で、やがて陰謀の闇を突きとめ、自分の出生に関わるさらなる謎の核心へと迫っていく。

## 登場人物

### 主人公とその仲間たち
キリコ・キュービィー
声 - 郷田ほづみ
本作の主人公。ギルガメス暦2326年7月7日生まれ。ギルガメス軍のメルキア方面軍曹長。一時は第24メルキア方面軍戦略機甲兵団 特殊任務班X-1（通称「レッドショルダー」）に所属していた。生まれながらの孤高の異能者で、ワイズマンの後継者でもある。
極秘作戦の最中、キリコがフィアナと偶然出会い、心の暗闇に光を当てられた所から物語が始まる。
フィアナ / ファンタム・レディ
声 - 弥永和子 / 梨羽雪子（第3話）
本作のヒロイン。キリコの恋人で彼が愛した唯一の女性。ギルガメス軍が創ったPSの一人。年齢は不明。「ファンタム・レディ」はウドのバトリング選手と住民たちによる呼称で、組織や軍からは「プロト・ワン」「素体（そたい）」などと呼ばれている。キリコは数度目の遭遇となった第12話で初めて「フィアナ」と呼ぶようになる。名の意味は「火」「炎」（Fire）の女性形で、主題歌「炎のさだめ」とOVA『赫奕たる異端』最終回予告の文言はこれに由来する。
ギルガメス、バララントを通じて、初のPSとして誕生した。偶然に教育を施される前の空白の状態でキリコと出会ったため、キリコの存在が刷り込まれ、彼を慕うようになる。秘密結社に強奪された後はPSとしてのレクチャーを受け、ブルーティッシュドッグですさまじい戦いを見せウドの住民から「死神」と恐れられたほどだったが、やがてウドの街でキリコと再会。秘密結社との間に軋みが生じ始める。
PSに不要な感情である「愛」を持ったため戦闘を忌避するようになり、PSとして欠陥品とされてしまい、クメン編では抹殺命令が出された事や秘密結社の監視役セルジュ・ボローの死をきっかけにキリコと行動を共にする。苦難を乗り越えながら伴侶となり、共に生き抜くことを決意して乗り切っていくが、サンサ編では「PSと同等かそれ以上の力を見せるキリコもまたPSではないか？」という疑いを持ち始める。
テレビシリーズでは無かったが、後に「PSの寿命は2年間」という設定が『赫奕たる異端』制作時に付け加えられた。劇中では第1話から最終話のラストシーンまでに約2年が経過しており、この時点でほぼ寿命を迎えていたことになる。
ブールーズ・ゴウト
声 - 富田耕生
ギルガメス暦2294年1月2日生まれ。ウドの街でキリコが知り合ったブローカーで、バトリングのマッチメーカー。金になりそうなことなら何でも商売にする守銭奴だが、本質は人が良く人情家である。最初はキリコの腕を見込んでバトリングの選手にするつもりだったが、ウド治安警察とキリコの抗争に巻き込まれてキリコに肩入れしていき、最終的には街の崩壊によってウドでの商売を畳む羽目になる。
ウド消滅後はクメン王国の傭兵部隊基地アッセンブルEX-10に武器類を納入する商売を手掛けて成功すると同時に、後述のバー「ファンタムクラブ」の共同経営者となっていた。傭兵としてアッセンブルEX-10に入隊したキリコを助ける。クメン内乱末期の大混乱をしぶとく生き延び、コールドスリープの時まで、最後の最後までキリコと付き合うことになった。キリコとは損得抜きの良き仲間であり、父親的な存在でもある。キリコとバニラは「とっつぁん」、ココナは「おやっさん」と呼ぶ。
キリコが『元レッドショルダーでは無いか』という疑いをウド編の初期から持っており、サンサ編ではレッドショルダーだった過去を引きずり、苛まれるキリコの様子をフィアナと共に憂いていた。
恰幅の良い体形で基本的に自分から積極的に荒事に関わることはなく、商人のスタンスを崩さないが、いざという時は必要以上に戦うことのできる度胸と技量を持っている。クメン編では傭兵部隊基地アッセンブルEX-10に滞在していた際、基地が夜間ゲリラに襲撃された時はマシンガンを手に応戦して生き延びている他、クエント編ではワイズマンの後継者に選ばれた（振りをした）キリコの暴走を止めようと秘密結社から脱走する時に隠れた戦闘能力を見せている。OVA『ビッグバトル』では旧知の相手 チェロキーのやり方に不満を覚えながらもココナ、バニラと共にバトリングに挑むキリコを援護する。
小説『孤影再び』の時代ではバニラの商売の相談役となり、悠々自適の隠居生活を送るが、続く『幻影篇』でも、キリコが自分達の手の届かない存在になっている事も漠然と感じていた。
ココナ
声 - 川浪葉子
ギルガメス暦2328年3月8日生まれ。ウドの街で、たかりをして身銭を得る戦災孤児の浮浪少女で「キリコのマネージャー」を自称。ゴウト、バニラと行動を共にする。テレビシリーズ初登場時は16歳。ウド編では暴走族に拉致され掛けて散々な目に遭ったが、その時に暴走族に襲撃情報を売った事をキリコが逆手に取ったり、キリコを見捨てようとするゴウトとバニラを何度も説得して、キリコを助けるなどの重要な働きをした。クメン編ではバーの歌姫となるが、『機甲猟兵メロウリンク』の小説版によれば『たのまれグッバイ』以外の歌唱力はからっきしであるとのこと。
気が強いが少々涙もろい一面もある。キリコに惚れていたが、クメンでのバニラの愛のメッセージを聞いたことがきっかけで、バニラの気持ちに応えるようになり、最初は嫉妬の対象だったフィアナとキリコの関係をサンサで見て身を引き、彼らの力になろうとする。
『ザ・ラスト・レッドショルダー』のラストではキリコが孤独に流離っている夢を見たり、「クエント」「ビッグバトル」ではフィアナを救う為に身体を張っている。女同士という事もあり、フィアナの事を3人の中で一番気遣う面を見せている。
小説『孤影再び』の時代にはバニラと結婚して三男三女を設けている。
バニラ・バートラー
声 - 千葉繁
ギルガメス暦2323年9月30日生まれ。ゴウト、ココナと行動を共にする一行のムードメーカーとなる陽気な男で、元メルキア軍人の闇商人。ウドの街ではゴウトと共に、キリコを使って一儲けをたくらんでいたが一緒に行動していくうちにキリコを支援すると共に損得感情無しの男の友情を結ぶ。キリコには親しみを込めて「キリコちゃん」と呼ぶことがある。
百年戦争時は軍の優秀なヘリパイロットで、ウド編では治安警察のヘリを強奪して乗り回していた他、クメンで経営していたバーを焼かれた後はアッセンブルEX-10のヘリパイロットとして参戦。クエント編ではパイロットの腕前を小型宇宙艇を奪取した時に発揮しており、『ビッグバトル』でもヘリを操縦して、キリコをサポートする。
クメンでは「キリコに判り易いように」という意味合いで経営するバーの名前をファンタム・レディから採って「ファンタムクラブ」（キリコと3人以外はフィアナがそう呼ばれていた事も知らない意味もあって）として、ゴウトと共同経営する。ファンタムクラブはアッセンブルEX-10の傭兵達の憩いの場となっており、収入は非常に高かったが店を焼かれてしまい、その後は軍隊に再び入る事を決意。その際に「戦争に集って生きるのは飽きた。ウジ虫よりは腐った肉の方がマシ」という彼なりの信念と哲学を見せた。
小説『孤影再び』の時代ではクメン産の食料品を扱う商売に成功して、交易都市グルフェーの名士となっていたが、そこでも流れ着いたキリコに協力する事となる。
ル・シャッコ
声 - 政宗一成
ギルガメス暦2318年5月12日生まれ。クエント人の傭兵でクメン王国内戦時にキリコと共に戦った戦友。巨漢だが寡黙で信義に篤い性格。大柄なクエント人専用のAT ベルゼルガを駆る。ポタリア、キデーラと共にアッセンブルEX-10では一番の腕利き兵士で、キリコも加えた4人でEX-10最強ATチームを結成した。
カン・ユーの命令に背いたキリコに同調して助ける中で次第に友情で結ばれていく。クメン編の終盤では傭兵契約を優先してキリコ達から離れ、一時はカン・ユーを助けるが卑劣な振る舞いに堪忍袋の緒が切れて、彼をカンジェルマン宮殿地下の堅穴に投げ落とした。
内戦終結後はクエント星に戻り、クエント編でキリコと再会。以後は行動を共にする。キリコが神の子である事に加え、密かにクエントとアストラギウス銀河を支配して来たワイズマンの事を知っていく。クエント星の消滅後は数少ないクエント人の生き残りとなっていたが、OVA『幻影篇』ではクエント星の消滅の際に双子星だったヌルゲラント星にクエント人 全員が転送されていた。OVA『ビッグバトル』にもゴウト達と共に登場して、キリコを支援する。
2010年リリースのOVA『幻影篇』にも登場。直近登場作品から32年の月日が劇中経過しているが寿命が平均 200歳を越えることもある長命種族であるため、髪型と服装が変わった以外は加齢した様子や容貌の変化はなく、キリコゆかりの地を巡るバニラ、ココナと再会するだけではなく、クエントの頃のようにキリコと共にヌルゲラントで戦い、中枢に潜むワイズマンに肉迫していく。

### 秘密結社
イプシロン
声 - 上恭ノ介
秘密結社が創り上げた第2のPSで「プロト・ツー」と呼ばれている。PSとしてのアイデンティティーに過剰な誇りを持つなど不安定な部分があり、デライダ高地で覚醒した後はPSとして、秘密結社の最重要戦力となる。フィアナと同様に耳にピアスを付けている。
自分の教育係で同じPSのフィアナへの愛情に溢れ、彼女を奪ったキリコに対しては激しい憎悪と嫉妬心を抱く。クメン王国の内戦以降は宿敵として執拗に付け狙い、不可侵宙域にあるサンサ星にまで戦いは持ち込まれていく。
OVA『ザ・ラストレッドショルダー』ではブラッドサッカーでキリコと対決。クメン編の第14 - 第16話で交戦しているがキリコはこの時、相手がフィアナだと思い、イプシロンであることを知らなかった。ブルーATの異名を持つスナッピングタートルによって、クメン政府軍に多大な損害を与えたが、第26話でストライクドッグを新たな専用機とする。
キリコと銃火を再三 交え続けるがフィアナの妨害など様々な障害とキリコ自身（異能者）の能力が次第に覚醒していく為、結局倒すことは出来ず、惑星サンサに不時着した宇宙戦艦Xにあったキリコの治療カルテを見て、これまでの戦いでもPSである自分と互角以上に渡り合ってきた戦闘能力を持つキリコが常人ではない事に彼なりに気付くが、サンサクレーターでのキリコとの最終対決に敗北。自分を負かしたキリコがPSだというフィアナの言葉に同意し、息を引き取る。
ギムアール・イスクイ
声 - 屋良有作
秘密結社の幹部で元ギルガメス軍 特務工作部少佐。極めて武断的な性格で、相手を懐柔するよりも力尽くで叩き潰す戦法を好む。PSに必要なヂヂリウムを確保するため、死亡したウドの治安警察署長の後任として送り込まれた。経歴はギルガメス士官学校を卒業後、メルキア軍事特務学校で情報教育を受け、バララント作戦では特務工作員将校として活躍し少佐に昇進したとされる。フィアナを巡り、キリコたちと争うこととなったがウド編のラスト、軍情報部にその存在が知られた事で本部から見棄てられ、更に情報部の要請で送り込まれたメルキア降下騎兵部隊の急襲を受け、爆発に巻き込まれて死亡した。
セルジュ・ボロー
声 - 緒方賢一
秘密結社の幹部で元ギルガメス軍 情報部少佐。劇中の風体やフィアナからは「ボロー司祭」と呼ばれるなど、宗教団体に所属していることが匂わされていたが後のOVA『赫奕たる異端』で、異端者として破門された元マーティアルの一員だったと設定付けられている。イスクイと同格だが彼に対しては「署長」と呼び、敬語を使う事が多い。
フィアナとイプシロンのお目付け役でウド編、OVA「ザ・レッドショルダー」、クメン編ではキリコを危険な存在として執拗に付け狙う。ウドとデライダ高地ではフィアナを連れて、かろうじて逃げ延びる。クメン編ではカンジェルマンに取り入り、PSのテストをしていたがラストで建材の下敷きになって死亡した。
アロン・シュミッテル、グラン・シュミッテル
声 - 野島昭生（アロン）、二又一成（グラン）
PS製造に関わる双子の科学者。アロンが兄、グランが弟でオネエ言葉を話す。キリコとフィアナがクメン脱出後に2人を追撃するイプシロンのテストを行う。アロンはキリコがワイズマンの後継者であることに対する不満を抱き、反乱を企てるがキリコに射殺された。グランはその際に帰順して、クエント星では最後までキリコに従い、艦を指揮したが裂溝部での戦いで乗艦もろとも爆撃され戦死した。
アルベルト・キリイ
声 - 緒方賢一（第1話）→ 亀井三郎
秘密結社の最高幹部で元ギルガメス軍 少将。キリコ、ロッチナと共にワイズマンによって動かされていた人物でPS強奪やテスト、クメン内乱介入といった具合で組織を動かし、イスクイやボロー達に命令してきた。
キリコによって幹部達やイプシロンが倒された事によって、クエント編から結社の行動を前線に出て指揮していた。双子に誘導されて、クエント星の技術を手に入れようとするなど野心的な面が見られる。ワイズマンからの直接指揮を受ける数少ないメンバーの1人だったが、人工天体内でキリコを後継者に選んだワイズマンにより用済みと判断されて抹殺された。
クダル・コニン
声 - 山田俊司
秘密結社の一員で元ギルガメス軍 少尉。小惑星リドでのPS素体強奪作戦でAT部隊の指揮を執り、その作戦に参加して疑問を抱いたキリコを疎外していた。戦後はバトリング選手として、ウド市に潜伏。バトリング場のゴロツキたちから一目置かれる存在であった。
バトリング場でキリコを見つけると彼の対戦相手だったボモーを自分と交代させる。功を焦り、ブロウバトル（レギュラーゲーム）をリアルバトルに変更して、キリコの抹殺を図るが返り討ちにされた。
チャルク・オリヤ
声 - 政宗一成
秘密結社の一員で元ギルガメス軍 大尉。かつて教官として、キリコに市街地戦の訓練を施した過去を持ち、「一体が囮となって、もう一体が敵を仕留める」という戦術をモットーとして、リド襲撃作戦にも戦闘指揮官として参加していた。
コニンに続いて、キリコを始末するためにファイトマネー 5000万ギルダンのリアルバトルをゴウト達に持ち掛け、市街地に誘い出して襲うがキリコに戦闘不能にされた末に秘密結社について自白を迫られ、口封じのために治安警察によって抹殺された。
シムカス・フットー
声 - 嶋俊介
秘密結社の幹部で元ギルガメス軍 大佐。サンサ編で戦艦テルタインの艦長として指揮を執っていた。古式なヘルメットとサングラスが特徴。技術にしか関心がないアロン、グランと打倒キリコに燃えるイプシロンの勝手な行動に散々手を焼かされる。神経質で不可侵宙域での活動にも常に警戒を怠らなかったがバララント側の挑発に乗せられて戦闘、艦に深傷を負わされた。
クエント編ではキリイと入れ替わる形で、乗艦ともども登場しなくなった。
キッデル・トガル
秘密結社の幹部で元ギルガメス軍 中佐。第1話冒頭に登場したのみで以後は出番がないが、ゲーム『ライトニングスラッシュ』では、廉価版PSといえる「フェイシャルソルジャー」開発の責任者として登場した。

### ギルガメス軍
ジャン・ポール・ロッチナ
声 - 銀河万丈
ギルガメス暦2301年11月17日生まれ。ギルガメス軍の情報将校で大尉。第1話でキリコを拘束して尋問するが逃げられ、ウドの街に潜伏される。PSの情報を知っているであろうと目するキリコを追跡・監視するが、バッテンタインにその任務を解かれてしまう。以後はバララント軍の大佐として再登場。軍や秘密結社とは別にワイズマンの「ある意志」により、キリコの行動を監視し続ける。
ワイズマンは滅ぼされたが自身はOVA『ビッグバトル』でバララント軍大佐として健在で、本編の32年後を描いたOVA『赫奕たる異端』ではキリコの記録を綴る老人となって登場。『幻影篇』でもヌルゲラントで生きていたワイズマンに導かれて、キリコを追い続けたりとテレビシリーズ終了後も謎の多い人物として登場している。
OVA『ペールゼン・ファイルズ』では彼と瓜二つの情報省官僚のコッタ・ルスケが登場。最終回で改名して軍に移ることを匂わせる台詞がある。テレビシリーズではキリコが装甲騎兵として出撃し始めた頃から見張るように命じられていたと発言しているが、『ペールゼン・ファイルズ』登場時の行動がワイズマンの直接的な命令に従ったものか間接的な操作によるものかは不明である。
ディーテル・ロイル・バッテンタイン
声 - 戸谷公次
ギルガメス軍 中将。「素体」を生み出したパーフェクト・ソルジャー育成計画に深く関わる。それを足がかりにして、メルキアの中央政界への進出を目論む野心を持っていた。ロッチナの上官で秘密結社に奪われた素体と関わりのあるキリコの追跡を命じたが、ロッチナがキリコと素体を捕獲出来ない事から彼を更迭・左遷させた。ロッチナはさして堪えなかったばかりか、バララント軍に移籍してしまった。
その後もサンサに派遣したレイパードによる艦隊をクエントに向けさせ、その武力を傘にロッチナから素体を奪取しようと試みるが失敗。更には腹心のオスカー・フォン・ヘルメシオン准将が起こしたブランバンドール・スキャンダルの影響で、PS計画中止と政界進出断念に追い込まれる。
後に元帥に昇進。ギルガメス連合 最高執政官となるが、テレビシリーズと『赫奕たる異端』の間に起きた「アンティテーツ事件」によって死亡した。
ロッチナの秘書
声 - 梨羽雪子
第30話、第50話に登場するギルガメス軍の女性士官。ギルガメス軍に籍を置いていた頃のロッチナから、クメン内乱終結時のキリコとフィアナの足取りを探る為の調査確認を依頼され、ロッチナがギルガメス軍を去った後はクエント事変の際に連合軍の中央作戦室に配属された。
金髪美貌の女性兵士だが、ロッチナや秘密結社の人物達と同様にワイズマンの息が掛かり、両軍の行動を逐一調査・報告していた可能性がある。
ホビージャパン発行、『装甲騎兵ボトムズ・パーフェクト3Dブック』125ページによれば、名前は「カルメル・レバンチ」。
フーセン
声 - 広瀬正志
第1話に登場するギルガメス軍の軍医。素体強奪に関わったキリコに対して、致死量にまで達するほどの自白薬投与と脳刺激拷問を執拗に行うロッチナを諫める。キリコが素体奪取した組織を追う事を見越して、その体内に衛星監視用ビーコン（クメン編開始時に除去）を埋め込んでいた。

### ウド編の登場人物
ブーン
声 - 玄田哲章
ウドの街を牛耳る暴走族 ブーンファミリーのボス。治安警察と取引し、住民達を拉致して男達はヂヂリウム鉱山の人夫として扱き使い、女達を売春宿に送るなどの悪行三昧の日々で君臨していたが前任署長とのそりが合わなくなった事と、キリコも混ざっていた人夫達の反逆暴動によって体制に揺らぎが生まれ、ATに乗ったキリコと戦うがイスクイの署長就任によって、用済みとして始末された。
手下は大男のモウラ（声 - 郷里大輔）、小男のホロ（声 - 鈴木清信）、二枚目顔のシムノ（声 - 上恭ノ介）、肥満男のズルー（声 - 緒方賢一）などがいる。
ラペ
声 - 二叉一成
ブーンファミリーに拉致されたウド市民。当初はブーンファミリーの冷遇に耐えてきたが、その横暴振りに忍耐が限界に来て、脱走を兼ねた反乱を思いつくが警察署長をファミリーの何名かと共に殺害した後に息絶える。
ガスト・レマルガス
声 - 富田耕生
イスクイの前任の治安警察署長。ブーンファミリーと影で結託している悪徳警官達の総元締。ブーン達との協力体制に揺らぎが生まれた事で手を切ることを持ち掛けるが、人夫達の暴動に巻き込まれて命を落とす。
ボモー
声 - 鈴木清信（第4話）/ 塩沢兼人（総集編）
ウドの街の中堅バトリング選手。薄いグリーン系の耐圧服を着ている。ゴウトが連れてきたキリコを小馬鹿にしていたがキリコは彼の挑発には乗らず、バトリングも「所詮 遊びだ」と評したキリコに苛立ち、レギュラーゲームで痛めつけようとする。キリコやゴウトの前では偉そうな態度を取るがコニンには頭が上がらず、彼に対しては丁寧な言葉遣いをする。強引に対戦相手変更を要求するコニンにその役割を譲る事になる。
『ボトムズバイブル』のSSでも登場。キリコと違って軍隊経験を鼻に付かせるが自分より階級が上の相手には恐縮する、いわゆる「弱者に強く、強者に弱い」タイプの人物。
シェファード
声 - 長堀芳夫（第4話） → 二叉一成（第12話）
ボモーと同じく、ウドの街のバトリング選手。胸部に100mmの装甲を施した赤いストロングバックスを愛機とする。
治安警察に傭われ、警察相手に立ち回っていたキリコがウドで注目される存在になっていた為、戦いたいと思っていて、装甲の厚さを活かして、フィアナのブルーティッシュドッグを追い詰めるが駆け付けたキリコのスコープドッグの体当たりで地下に落とされて敗れる。

### クメン編の登場人物
ゴン・ヌー
声 - 玄田哲章
傭兵部隊基地 アッセンブルEX-10の責任者であるクメン王国軍の将軍。一癖も二癖もある人物だが、カン・ユーよりは良識がある。スキンヘッドで、右目は義眼となっている。
クメン内乱末期にクメン政府（正規）軍が手を焼く反乱軍のビーラーゲリラに対して、外人部隊をまとめ上げ、ゴウトによる闇ルートでの高価なAT（ATH-06WP ダイビングビートル）を大量配備。各アッセンブルの中でビーラー相手に最も戦果を挙げてきたことで「ビーラーキラー」の異名を持つ。
ビーラーゲリラとの戦いの途中にキリコを配下とし、ロッチナを介して、本来はクメン政府と対立関係にあるメルキア軍と密約を結ぶ。キリコを利用して奪われた素体を奪取して、戦後はメルキア軍に受け入れられる予定であったが内戦の最終局面であるカンジェルマン宮殿での戦闘の最中に、メルキア軍に裏切り同然の無差別攻撃を受けて戦死した。
カン・ユー
声 - 広瀬正志
キリコが所属したアッセンブルEX-10のAT部隊長で、階級は大尉。性格は残忍かつ陰湿で強者や格上には平伏、弱者や格下には容赦しない卑劣漢。こうした邪悪な人間性ゆえに人望は無く、作戦指揮能力は欠如している。
キリコを目の敵にして、様々な嫌がらせを行うがゴン・ヌーからの命令を無視した暴走を繰り返すようになり、ゴン・ヌーや部下からの信頼をより一層失っていく。ゴウトからも虐殺まがいな行いを指摘され、彼に「殺人鬼」呼ばわりされた。
その後も懲りずにPSで一儲けを狙って、フィアナに手を出そうとして怒ったキリコと揉み合いになり、濁流に投げ落とされ、陸に上がった後もビーラーゲリラに追い回されるが命からがら、シャッコと合流。第27話でイプシロンが駆るストライクドッグに追い回され、乗機のダイビングビートルを破壊されてしまうがシャッコと共に宮殿内部に侵入。メルキア軍に鞍替えするためにフィアナを差し出す事をキリコとバニラに強要するが、あまりの卑劣さにシャッコからは完全に見限られ、「あんたは人間のクズだな！」と罵られて、カンジェルマン宮殿地下の竪穴へ投げ落とされて死亡した。
『ペールゼン・ファイルズ』ではエンディングのイラストと劇中の写真の中に登場。『機甲猟兵メロウリンク』の小説版でも、メロウリンクをいたぶるシーンがある。『コミックボンボン』に連載された、のなかみのる作画のコミカライズ版では別の最期（キリコに河に落とされたシーンで退場）を迎えている。
ヒロラム・カンジェルマン
声 - 寺田誠
クメン王家の第三王子で、神聖クメン王国親衛隊長を兼任する。クメン近代化を支持する改革派だったが父や兄たち王族が進めるクメン王国の性急な近代化路線に異を唱えて反乱を起こし、神聖クメン王国を建国した。その真意はクメン王国の旧体制を象徴する者として、自分もろとも古い体制を消滅させ、クメンに真の意味で新しい時代を到来させようという「狙った負け戦」を意図したものであった。
クメン王国の長槍を使った伝統武術　バランシングの達人であり、本気で戦えば誰も勝てないと言われる。PSのフィアナとイプシロンでさえ簡単にあしらい、王国親衛隊きっての実力者だったポタリアですら、「3度に1度しか勝てない」ほど。
王族に縋る大地主達の農民層を中心としたビーラーゲリラに加え、秘密結社と手を組むことで神聖クメン王国は急速に勢力を拡大したが傭兵達の攻撃の中で、クメン政府と結託したメルキア軍の軍事介入によって崩壊。目的が達成された彼はかつての子飼いの部下であり、「ポター」という愛称で呼んでいたポタリアとの決闘による死を選んだ。
コミック版では上述のカン・ユーのように最期が異なり、ポタリア達に神聖クメンを興して、自らと共に滅ぶ目的を伝えたビデオメッセージを遺している。
ポル・ポタリア
声 - 速水奨
クメン王国の元親衛隊員で、アッセンブルEX-10のエース格の1人。クメン王国の早期近代化を願って正規軍を離脱。傭兵に志願した。
カンジェルマンの友人で、「俺」「お前」で呼び合う仲であった。カンジェルマンの事を「王族でただ一人、未来に目を向けていた人物」と評価していた。その背景からクメンの人々やビーラーゲリラに対しては基本的に憎しみはなく、無益な血を流すことを嫌っている。アッセンブルEX-10の中では常識人で、それだけにクメンの人々を無駄に傷付ける行為に激昂することが多く、カン・ユーに対しては胸倉を掴んで、今にも殴りかからんとした。
クメン編の後半ではキリコ、ル・シャッコ、キデーラらとともにPS奪取作戦に参加する。愛機はダイビングビートルで同機のキデーラとベルゼルガのシャッコ、マーシィドッグのキリコと共に戦っていくが、第24話でキリコから彼が秘密結社を追う真相を聞き、その秘密結社と手を組んだカンジェルマンの目的を探る事を決意。第25話ではカンジェルマン宮殿に乗り込む際には愛機を自爆させ、スタンディングタートルに乗り換えて潜入。ビーラーゲリラに入っていたモニカとゾンム村以来の再会後に死別した。第26話で親衛隊員に変装して、カンジェルマンの部屋に潜入。バランシングによる決闘を行い、カンジェルマンがわざとその身を晒して倒した後に神聖クメン王国を興して滅びる事が目的だった彼の真の目的を知った。
第27話では、バニラにカンジェルマン専用の脱出用シャトルのキーを託して、キリコ達に渡すように頼む。
後年のOVA『幻影篇』までの間にクメンの近代化運動を指揮して、大統領に就任するがカンナムを中心としたクーデター勢力に脅かされる。
ブリ・キデーラ
声 - 郷里大輔 / 三宅健太（第2次スーパーロボット大戦Z 再世篇）
アッセンブルEX-10のエース格の1人。当初はキリコと反りが合わず衝突することがあったが、キリコの腕前とゴウト達の知人と認めてからは彼をサポートするようになる。金に汚い一面もあるが戦友や知人達には概して親切で、第18話ではゴン・ヌーの留守を狙って、キリコを拷問にかけようとしたカン・ユーの手からポタリアと共に機転を利かして、キリコを助け出した。ポタリア同様に愛機はダイビングビートル。
第24話で、フィアナと共に窮地に陥っていたキリコをポタリア、シャッコと共に助け出し、キリコから秘密結社を追う理由を聞かされ、イプシロンを捕まえて、メルキア軍に高値で売り付ける目的でPS回収に来た味方を排除して同行。ポタリアと共にスタンディングタートルに乗り換えて潜入したバニラの護衛を兼ねて、キリコ、フィアナと共に宮殿内を暴れ回り、ポタリアの援護を行う。
第27話で、イプシロンが駆るストライクドッグを背後から襲うも返り討ちにされ、カンジェルマン宮殿地下の堅穴に投げ落とされて戦死した。
前述のカン・ユー、カンジェルマンと同様にコミック版では結末が異なり、イプシロンにやられる事も無く、そのまま生き延びている。
ル・シャッコ

モニカ・マーカス
声 - 鵜飼るみ子
ビーラーゲリラの少女兵で、ポタリアが長らく会っていなかった幼馴染み。カンジェルマンが神聖クメン王国を興した事に共感して、ゲリラに加わる。第16話でアッセンブルEX-10に夜襲を仕掛け、バイクに乗って逃亡する時にポタリアと出くわし、逃げ込んだゾンム村で発見されて再会。その時はカン・ユーのロシアンルーレットの標的にされたがキリコの計らいで命を助けられ、その借りを返すべく、第17話でカンジェルマン宮殿を脱出したキリコに小舟を渡して逃がす。
第25話でクメンとメルキアが手を結んで、神聖クメンの敗北が決定的になった時はカンジェルマンの真意を知って絶望。宮殿内の銃撃戦で流れ弾に当たって、ポタリアに看取られて絶命した。

### サンサ編の登場人物
ムサ・ザンジニイ
声 - 田辺宏章
バララント星域軍艦隊の指揮官。バララントの領界を侵犯したとして、キリコとフィアナを乗せた戦艦Xを攻撃した。その際はたった1機でバララントのAT部隊を退けたキリコの戦い振りを見て、彼をPSと認識した。更には戦艦Xとテルタインの正体を探るために艦隊を送り出す。
レスリオン艦長
声 - 筈見純
バララント軍の大型戦艦レスリオン艦長。軍の命令で戦艦Xの追跡とPS探索に向かう。一時は不可侵宙域に接近した事で追跡を断念するがテルタインの攻撃で戦艦Xがサンサ星に不時着して、ギルガメス側から戦艦Xがギルガメスの艦ではないと正式に伝わった事から上層部の命令で追跡を再開。テルタインを挑発して攻撃させ、損傷を負わせた後にロッチナにPS探索を交代する。
ゾフィー・ファダス
声 - 山口奈々
惑星サンサの中古兵器ブローカーで別名「鉄クズ屋」と呼ばれる再生武器商人のリーダー。かつてのサンサ星攻略戦で夫と息子が死亡。それに関わったレッドショルダーに対して、激しい憎しみを抱いている。ゴウトの取引先の一つであったが、キリコが元レッドショルダーであることを知ってからは彼を執拗に付け狙った。その道中でキリコの戦いに巻き込まれ、酸素が底を突き欠けた際は不本意ながらも彼に助けられた。その後はキリコの命を更に狙おうとするが、自分と同じく家族を戦争で失ったココナの胸中を知ったことで身を引いた。
子分はレッドショルダーに家族を殺されて恨みに思うダラム（声 - 笹岡繁蔵）、レテ（声 - 佐藤正治）、ルション（声 - 大林隆介）、ラドー（声 - 鈴木清信）がいる。
OVA『幻影篇』では老いて視力が弱まった身で働き続ける姿を見せるが彼女の仕事を手伝う無口な青年がキリコであることに気づかず、32年が経過して復讐心が薄れていることを話していたが、それはかつて彼女がキリコを見逃した時にバニラがキリコに伝えた「許すには（キリコの）髪が白くなるくらいの時間が必要」という言葉を意味していた。
アルス・カルメーニ
声 - 富田耕生（第1話） → 石森達幸
メルキア軍の中将。第1話ではロッチナにバッテンタインからの依頼がある事を話し、第39話では不可侵宙域と惑星サンサでの戦闘にPSや秘密結社が関与していることとロッチナがバララントに鞍替えした事実をバッテンタインに報告して、第6、第7機動艦隊の出動を促した。

### クエント編の登場人物
ゲッコ
声 - 上田敏也
クエント在住の交易商人。クエント各地で行商を行い、クエント人集落のネットワークにもコネがあるらしい。砂漠で行き倒れになっていたキリコを救った。ゴモル市でもキリコが秘密結社に雇われたハゼガー一味に捕らえられたときに、キリコの知人のクエント人 ＝ シャッコを呼び出すことで彼を窮地から救った。お人好しな半面、商人らしく助けた見返りを求め受け取ることも決して忘れない。
ハゼガー
声 - 加藤治
ゴモル市に住むならず者達のまとめ役で、秘密結社からの依頼で傭兵センターを出たキリコを手下達を引き連れて追い回し、遂に捕らえたものの引き渡す直前に、ゲッコが呼んだシャッコとゴモル市長（声 - 池田勝）によって阻止される。
クエント人 代表
声 - 玄田哲章
ゴモル市の傭兵センターでギルガメス、バララント両軍への傭兵の仲介を行うクエント人の代表で、ゴモル市に住む唯一のクエント人。都市には住まないクエント人を集めるために傭兵センターで仲介を行っている。キリコが自身の謎を探るためにクエントに来て訊ねた際は多くのクエント人と逢うように、そして逢うためには砂漠を渡るように促す。
秘密結社がゴモル市を武力制圧して、ゴモルの塔を調べ始めた時は、”狼煙”と呼ばれる連絡手段で「ゴモルで恐ろしい事が起こる」とクエント全域に伝えている。
テダヤ
声 - 矢田稔
シャッコが属する部族の長老。100年前は自身も傭兵として宇宙を転戦していたので標準アストラギウス語を話せる。キリコに「お前は異能者かも知れない」と説き、最長老のメジと逢うことを勧める。
OVA『幻影篇』では、クエント消滅時に他のクエント人と共にヌルゲラントに瞬間転移して健在だった事が明かされた。
ト・メジ
声 - 槐柳二
ル・シャッコの村の前長老。クエントの最長老であり、年齢は200歳を超えている。既に死期が近付き、やせこけたミイラや骸骨のような姿となりながらも村の洞窟で瞑想にふけっていた。
キリコとシャッコに3000年前のクエント文明と神の存在を断片的に語り、キリコが神の子の後継者として、クエントに再び戻ってくる事を予言した後に生涯を終える。
ヘルモド・レオン・レイパード
声 - 徳丸完
メルキア方面軍の第24宇宙軍少将で第6、第7機動艦隊指揮官。PS素体奪回とクエント星調査の任務を帯びて、ゴモル市を訪れた。バッテンタインの命を受けて、サンサで捕縛したゴウト達を手駒に「裏切り者」のロッチナに素体 ＝ フィアナの返還を迫ったが交渉決裂による戦闘中に作動したクエント星の自動防衛システムの攻撃によって艦隊は全滅。素体も奪い取れずに死亡した。
ハロリー長官
声 - 細井重之
ギルガメス軍の第6、第7機動艦隊司令長官。カルメーニから依頼を受けたバッテンタインの命令で不可侵宙域へ向けて発進、サンサ星に向かっていたがロッチナ率いるバララント艦隊がクエント星に向かった事で、そこへ進路変更する。
出番は第45話の数カットのみで、レイパードからロッチナが素体を伴って、クエントに上陸した事の報告を受けるシーンに登場しただけで、その後はクエント上空の戦闘で艦隊が壊滅した事から、そのまま死亡したと思われる。

### OVAの登場人物
ヨラン・ペールゼン
声 - 大塚周夫
『ザ・ラストレッドショルダー』『レッドショルダードキュメント 野望のルーツ』『ペールゼン・ファイルズ』に登場。メルキア軍の将校にして、特殊部隊 レッドショルダーの創設者。百年戦争当時の階級は大佐、終戦時は少将。
理想の戦闘集団作りに傾倒する彼は「いかなる訓練、強化も優れた人的素材にはかなわない」「通常の人間からは理想の兵士は生まれない」と考え、戦時中に見た「真空中でも死なない緑の泡に包まれた赤子」の姿に魅了されて以来「死なない兵士」をその戦闘集団に組み込むことを画策するようになる。その過程で「異能生存体」であるキリコを渇望するも「全てに疑いを持ち、反抗的で支配されることを拒む」キリコを御し切れないと判断。一転して抹殺を図る。
レッドショルダーの多大な戦果により軍部での地歩を固めるが、訓練中の死亡者の異常な多さと惑星サンサにおける民間人の大量虐殺などがスパイにより露見したことで終戦直前に失脚する。自身が作成した通称「ペールゼン・ファイルズ」の内容に興味をもった情報省のフェドク・ウォッカムに軟禁され、拷問同然の扱いをされるものの事前に講じてあった策により脱出に成功。その後は秘密結社に身を寄せて己の理想を追求していた。
デライダ高地の施設に旧レッドショルダー隊員たちと潜伏、ここでイプシロンの開発に成功するが、キリコ、グレゴルー、バイマン、ムーザに施設を襲撃され、バイマン機の機銃掃射を受けて死亡した。
異能生存体の研究文書は後に「ペールゼン・ファイル」と呼ばれるようになり、『孤影再び』の時代でも軍人の間では伝説的な存在となっている。
グレゴルー・ガロッシュ
声 - 小林清志
『ザ・ラストレッドショルダー』『レッドショルダードキュメント 野望のルーツ』に登場。キリコのレッドショルダー時代の仲間で階級は先任上級曹長。バイマン、ムーザといった札付き隊員のリーダー格。気合を入れる時は両手で顔を叩く癖がある。レッドショルダー隊に編入されたキリコを刺客ではないかと疑うが、リーマンのキリコ抹殺命令を遂行中にキリコの生存率の高さを確信、以後はバイマン、ムーザと共に仲間として行動するようになる。
百年戦争終戦直前の転属先で瀕死の重傷を負い除隊、顔に傷跡が残った。その後は自らを陥れたペールゼンへの復讐のためにキリコを含めた、かつての仲間を集めて、デライダ高地にある施設を襲撃する。PSとして覚醒したイプシロンの駆るブラッドサッカーの攻撃から、キリコを救おうとして倒された。
バイマン・ハガード
声 - 塩沢兼人 / 加瀬康之（サンライズ英雄譚シリーズ） / 高木渉（PS2版ゲーム）/ 千葉一伸（スーパーロボット大戦シリーズ）
『ザ・ラストレッドショルダー』『レッドショルダードキュメント 野望のルーツ』に登場。キリコのレッドショルダー時代の仲間で階級は伍長。札付き隊員の1人であり、ニヒルな皮肉屋で斜に構えた態度を見せ、ムーザとは衝突することがあった。
終戦直前の転属先で右手を失い、AT操縦も可能な精巧な義手を付けていたが、ペールゼン襲撃の際にもそれを悟られまいと本心を隠していた。デライダ高地施設の襲撃で敵である元レッドショルダーと激闘。満身創痍でペールゼンの元へ辿り付き復讐を果たすが、その直後に力尽き死亡した。
ムーザ・メリメ
声 - 中尾隆聖
『ザ・ラストレッドショルダー』『レッドショルダードキュメント 野望のルーツ』に登場。キリコのレッドショルダー時代の仲間で階級は伍長。グレゴルー、バイマンと並ぶ札付き隊員の1人であるが寡黙で実直な性格で、バイマンと衝突することがあった。
バイマンによると終戦直前の転属先の作戦内容を家族に漏らしたとされ、そのために家族を殺されている。キリコ達をペールゼンの元へ行かせるため、追ってきたイプシロンが駆るブラッドサッカーを食い止めようと交戦するが戦死した。
ラダァ・ニーバ
声 - 広瀬正志
『ビッグバトル』に登場。バララント側が開発したPS。PSと言っても生化学的手法で創造するギルガメス製と異なり、身体に機械を埋め込まれているサイボーグである。ア・コバの街で異形のAT エクルビスを駆り、「デンジャーメロン」のリングネームでバトリングをしていたが、実はバトリングを利用してのテストが目的だった。
自分に瀕死の重傷を負わせ恐怖を植え付けたレッドショルダーを憎み、元レッドショルダーのキリコを殺すことに異常なまでに執着する。「人質として捕らえたフィアナの自由を奪って、ATに乗せて遠隔操作でキリコたちを攻撃させる」「地上戦艦へのダイレクトリンクを施させた後に味方であるはずのバララント技術将校たちを殺害する」など、ギルガメス側PSとは違い、強い凶暴性と異常性が見られる。
乗っ取った地上戦艦を単独でコントロールして、フィアナを人質にキリコ達と戦うがゴウト達の支援を受けたキリコに艦内に潜入され、フィアナを奪還された後にキリコのライト・スコープドッグ、シャッコのベルゼルガ・イミテイトとの戦いの末に、2体のATに抑え込まれて行動不能になったところで地上戦艦の爆発に巻き込まれ、乗機もろとも葬られた。
エンディング クレジットの表記は「ニーバ」であるが「ニーヴァ」と表記した資料も存在して、混乱が見られる。語源はラーダ・ニーヴァ。
チェロキー・チーフ
声 - 北村弘一
『ビッグバトル』に登場。ア・コバの街のマッチメーカー。ゴウトの古い知人であり、元レッドショルダーのビッグネームを持つキリコとバララント側の依頼でニーバが戦うよう仕向けるため、キリコ達の留守にフィアナを誘拐して、バララントに引き渡し、AT対地上戦艦というハンディキャップマッチを仕切るようになる。
カルマン・トムス
声 - 辻村真人
『ビッグバトル』に登場。メルキア軍の生体技術士官で、PS計画に携わっていた。軍の依頼で逃亡者であるキリコがプロト・ワンのフィアナを連れている事で、ヂヂリウムが手に入る情報をキリコに流させて捕らえ、フィアナを人間に戻すなどの取引を持ち掛けるが指揮する部隊がニーバに壊滅させられて自身も拉致された挙げ句、バララント側スタッフと同じく殺されてしまう。
ジェル・ボーソン
声 - 徳丸完
『ビッグバトル』に登場。ロッチナ配下のバララント士官で、ア・コバの街で秘密裏にバララントPSのテストを繰り返していた。キリコとトムスがア・コバに来た事をロッチナに告げ、ロッチナの命令でトムスを拉致して、ニーバとキリコを戦わせるようにしたが情緒不安定のニーバに手を焼き、フィアナとトムスを拉致した事で任務を終わらせたことにして帰還しようとしていたところを狂気のニーバに襲われ、頭蓋骨を砕かれて死亡した。
バージル・カースン
声 - 竹村拓
『レッドショルダードキュメント 野望のルーツ』に登場。キリコと同期入隊のレッドショルダー隊員だが、その正体はペールゼンを警戒して、レッドショルダーの実態を突き止めようとするギルガメス軍上層部が送り込んだスパイであった。キリコを利用して彼が起こした暴動によって、レッドショルダーの実情を明らかにするデータを入手して軍上層部に送り、任務を果たすが第3次サンサ攻略戦の激戦の中で戦死。死に際に過去を知る事を拒み続けるキリコに過去を知る事を訴え、それがきっかけで、キリコはかつてサンサに居て、そこをペールゼンの指揮する部隊に襲撃された実態を知る。
小説『ザ・ファーストレッドショルダー』によれば、この名は偽名である。
インゲ・リーマン
声 - 池田勝
『レッドショルダードキュメント 野望のルーツ』『ペールゼン・ファイルズ』（写真のみ）に登場。ペールゼンの右腕で、惑星オドンにあるレッドショルダー基地司令官。階級は少佐。グレゴルーたちからは基地を収容所になぞらえて「所長」のあだ名で呼ばれている。
「理想の兵士は徹底した訓練から生まれる」というペールゼンの思想に共感していたが後にペールゼンが異能生存体説に転ずると異を唱え、グレゴルー達を唆して、キリコ殺害を試みるが失敗。第3次サンサ攻略戦では異能生存体そのものを否定するために口封じと処分を兼ねて、グレゴルー達とカースンを含めて、キリコを送り出し、2人の部下を率いて、ATで自ら挑むが猛攻で機体もろとも満身創痍となりながらもなおも反撃し続けるキリコの異能生存体の力に「死なぬ筈があるか！ 死なぬ筈が！」「必ず死ぬ筈だ！ 人間ならば！」と驚愕して相討ちとなって死亡した（後述）。
ファーストネームは小説版でも記述がなかったが、『ペールゼン・ファイルズ』第1話の軍事法廷のシーンでフルネームが初めて明かされた。長い間不明のままだったサンサ戦での死因は『ペールゼン・ファイルズ』1巻のライナーノーツにて、キリコと相討ちとなり死亡したと設定された。
ペールゼンとはキリコを巡って対立したが手法はともかく、訓練教官としての手腕は優れていた。AT乗りとしての技量は超一流で護衛2機を引き連れていた事に加え、相討ちになったとはいえ、キリコが搭乗するATを撃破した数少ない対戦相手の1人である。これはフィアナ、イプシロン、テイタニアのような特別な処置を全く施されていない普通の人間を相手にキリコが撃破された数少ない例となっている。
キリコが自分の理想を実現する存在ではないと悟ったペールゼンは軍内部の影響力保持のため、レッドショルダーの重要性が増したと認識して、現場を担当していたリーマンを失ったことを惜しんでいる。
ネハルコ
声 - 渡部猛
『レッドショルダードキュメント 野望のルーツ』と『ペールゼン・ファイルズ』に登場。ギルガメス軍の参謀総長で、階級は大将。ペールゼンの台頭によって軍が私物化されることを警戒、その温床であるレッドショルダーを調査する為に惑星オドンに数十機のAT調査隊を送り出すが、50機のATからなるレッドショルダーによる返り討ちによって全滅、しかも派遣したことをペールゼンに逆用されて、第三次サンサ攻略作戦の会議中にペールゼンに対して出した懲罰動議も撤回せざるを得なくなる。
ラーキンソン
声 - 塚田正昭
ネハルコの腹心の部下で、ギルガメス軍少将。ネハルコと同じく、OVA2作品に登場。ネハルコにレッドショルダーの内情を探るべく、カースンを差し向ける案を出し、了承させる。
マッカイ
声 - 田原アルノ
『レッドショルダードキュメント 野望のルーツ』に登場の惑星オドンのレッドショルダー基地の兵士達のまとめ役で、リーマンの副官。グレゴルー、バイマン、ムーザの態度に手を焼いており、キリコが異能生存体かを試すのと同時に、同時に3人も始末しようと目論む。
テイタニア・ダ・モンテウェルズ
声 - 松岡洋子
『赫奕たる異端』『孤影再び』に登場。氾銀河的宗教結社マーティアルの枢機卿 モンテウェルズの一人娘。少女時代、父により意図的に計画された交通事故で瀕死の重傷を負い、父親の手で次世代PS・ネクスタントに生体改造された。マーティアルへの貢献および高い戦闘能力を評価され、「秩序の盾」の称号を受ける。この時代は「触れ得ざる者」と呼ばれ、「力は信仰と共にある」と説くマーティアルの教義に矛盾する存在と位置付けられていたキリコの抹殺を父の命により図るが、戦いの中でキリコに惹かれてゆく。
アレギウムに移送されてきた半蘇生状態のフィアナをキリコへの配慮から完全に蘇生させるが皮肉にも、この判断が取り返しのつかない悲劇を招いてしまう。
「補助脳」の発動により、キリコをAT戦で圧倒。機体を撃破した数少ない人物。心根の良い女性であるが多少短気で強情なところがあり、自分の気持ちを素直に表現できない不器用な人物として描かれている。
『孤影再び』ではキリコの抹殺任務失敗からアレギウムから追われる身となり、激戦の末に力尽きてキリコの腕の中で死亡。キリコの手でオアシス近くに埋葬された。
ヴィアチェスラフ・ダ・モンテウェルズ
声 - 山内雅人 / 阪脩（幻影篇）
『赫奕たる異端』『幻影篇』『孤影再び』に登場。氾銀河的宗教結社マーティアルの枢機卿で惑星マナウラに中枢を構えるマーティアル第9セクターの指導者。かつてはギルガメス連合に属するマナウラ軍の士官であった。次期法皇の座を狙い、己の権勢を高めるため、ネクスタントに改造した娘のテイタニアを遣わし、キリコの抹殺を企てる。首尾よく法皇の座に付くがテイタニアが敗北したショックで錯乱、廃人同様となってしまう。しかし、やや回復した頃に再び現われた「神の子」の報せに奪取を目論む。
ゴディバ
声 - 江原正士
『赫奕たる異端』に登場。惑星マナウラの軍医長。かつてはマーティアルにて医学の研究をしていたがキリコの扱いを巡って、医学的見地からマーティアル本山のアレギウムに異を唱え、破門された過去を持つ。宇宙都市コンプラント墜落後に保護して奇跡的な回復を見せた患者が、かつて自分の運命を変えたキリコだと知らされ愕然とする。その後はキリコの要請を受けて軍を脱走、アレギウム襲撃まで行動を共にする。襲撃に先立って、キリコから半蘇生状態のフィアナの再凍結を依頼される。再凍結は果せなかったが、フィアナの「（キリコに会うまでの）最後の力が欲しい」という願いを聞き入れる。
たいへん陽気な性格な男で、32年の時を経て、天涯孤独の身で世に再び投げ出されたキリコにとっては新たな、そして貴重な相棒となった。

## 用語
アストラギウス銀河
本作の舞台となっている架空の銀河。詳しくはアストラギウス銀河を参照。渦状銀河で、その直径は10万光年以上。ギルガメス側領域とバララント側領域に二分した戦争状態で、中立地帯として不可侵宙域がある。標準アストラーダ語が共通言語。
アストラギウス暦
アストラギウス銀河の統一宇宙暦。マーティアルの原型となった原始宗教が惑星ジアゴノにて神の啓示が書かれたヤーダル碑を発見した時を紀元とする。アストラギウス暦による百年戦争の終結は7213年である。この暦ではギルガメス暦元年が4871年、バララント暦元年が4153年になる。
派生作品『機甲猟兵メロウリンク』を含め、しばしば「アストラギウス歴」と誤表記されていたが、『赫奕たる異端』ではこの表記に直されている。
アッセンブルEX-10
クメン王国が反乱勢力に対抗するため創設した政府軍基地「アッセンブル」の最も新しいもの。兵員の大半が傭兵である。EX-10所属の傭兵部隊は百年戦争終結で退役したAT乗りが多く参加、ビーラーゲリラに対して最も戦果を挙げた有力な部隊であった。ウドを脱出して、デライダ高地での戦いを終えたキリコが参入。カン・ユー大尉の下で特殊任務に就く。後に司令官のゴン・ヌー将軍はPSの奪取と引き換えにメルキア軍に迎え入れられるように協定を結ぶが、戦後のクメンにおける治安と国体整備の障害になるとみなされ、内戦の最終段階でメルキア降下部隊の攻撃により部隊ごと殲滅された。劇中の時点ではアッセンブルEX-1〜9のうち、EX-6とEX-7はビーラーゲリラにより既に壊滅させられていた。
異能者
アストラギウス暦4000年頃に文明が高度に発展したクエント人の間に誕生した一種の突然変異種。コンピューターへの適応性が異常に高く、肉体の代謝能力も常人を遥かに凌ぐ。彼らはクエント人としては異常なまでの野心を持つため、平和的なクエント人はこれを忌避して、激しい戦闘の末にクエント星から追放した。銀河各地の未開星系に追放された彼らは原住民に介入することで、それぞれの文明レベルを引き上げ、遂にクエント星帰還を目的とした超空間航法を開発するまでに至ったがクエント星に戻った彼らは既に物質的肉体的限界点に達し、種としての限界が近付いていたため、自らの意思を原形質保存装置に蓄え、集合意志体「ワイズマン」を名乗り、アストラギウス銀河の神として歴史を影から操るようになった。連綿と続く銀河大戦も戦争によって、彼らの文明を引き継ぐ後継者を探す目的でワイズマンがギルガメス、バララント両陣営を裏から操作したものである。
ウド
惑星メルキアのローラシル大陸中央部分に存在する地下階層都市。戦争中の爆撃後のクレーターを利用して建設された軍事施設であったが軍が施設を放棄した後は戦争難民が集まり、都市化されていった。直径は5km、全高は3kmに及ぶ。戦後の混乱期には、難民や軍の帰還兵が流れ込むようになった。そこでは軍事物資や兵器の密売、売春や人身売買、軍の施設であった頃のコンピューター工場跡から採掘されるヂヂリウムの闇取引、バトリング興行などが行われ、その利潤を目当てに治安警察や暴走族 ブーン・ファミリーといった武装集団が街を牛耳り、暴利を貪っていた。軍から脱走したキリコがゴウト、バニラ、ココナと巡り合った場所でもある。アストラギウス暦7214年のウド編 第13話でメルキア軍の空挺部隊と治安警察、更に秘密結社の増援との戦闘において崩壊した。ウド周辺は大気が汚染され、赤色の有害な酸の雨が降る。
ギルガメス連合
アストラギウス銀河をバララントと二分する勢力。劇中では「ギルガメス星域」または「ギルガメス同盟」と呼ばれ、「〜連合」の名称は関連ムックのライターが後日 創作したものである。反バララント軍事通商連合として、アストラギウス暦5500年頃にギルガメス星系を中心に形成された。ギルガメスは初代首星となる。第3次銀河大戦ではバララント軍による攻撃で初代首星ギルガメスと二代目首星ビシュティマが崩壊、メルキアが三代目の首星に就いた。国力ではバララントに劣り、第3次 銀河大戦中盤までは劣勢に立たされていたがメルキア主導の元でATの開発、戦場への大量投入により戦局を挽回した。
クエント星
アストラギウス銀河のほぼ中心部に位置する。過去には超古代文明が発展して栄華を極めたが、その文明はアストラギウス暦4000年頃に崩壊。7210年代にはその面影もない砂漠に覆われた惑星と化している。多くの原住民は深い谷底で原始時代さながらの生活をしており、高性能機器の部品に使用されるクエント素子の発掘と成年男性を傭兵として銀河各地に送りだす事が数少ない産業である。大柄なクエント人傭兵は戦闘能力の高さと命令に忠実な事から、各地の戦場では高く評価されている。クエント人は政府を持たず、超古代文明の遺構の上に存在する唯一の都市 ゴモルが便宜上の首都とされているがゴモルの居住者もほとんどは他星の人間であり、基本的にクエント人がゴモルを訪れるのは傭兵の募集があった時だけである。クエント事変後の周辺星域での古代クエント遺産を巡る争いが、第4次 銀河大戦のきっかけを作る。
クメン王国
惑星メルキアの小国。ローラシル大陸の南端のバラミル半島に位置する農業国で、首都はザイデン。メルキアの中では戦争中の自然へのダメージは少なかったらしく、亜熱帯性気候でジャングルに囲まれた豊かな自然を持つ。メルキアにありながらメルキア連邦には加盟せず、親バララントの姿勢を貫き、完全な独立を求めようとして、メルキアの中央政府と20年来の対立状態にあった。クメン王国内でも近代化を推し進めようとするクメン政府と近代化の犠牲となった国民の大半を占める農民による「ビーラーゲリラ」が武力闘争を繰り広げ、これに近代化によって特権を奪われた旧支配階級が合流して、反政府組織「神聖クメン王国」を結成。激しい内乱へと発展していった。後にクメンとメルキアが停戦したことから、クメンが全軍をビーラーゲリラ討伐に振り向けた事とメルキア政府の介入により終結。
サンサ
かつてはバララントの勢力圏に位置する惑星。バララントの交易の重要な地点でもあり、ギルガメスへの侵攻には中継基地が置かれたこともあって、戦略的には重要な場所であったため幾度となく戦火に見舞われることとなった。中でも、7212年12月から翌年2月にかけての第3次サンサ攻略戦において、ギルガメス軍は特殊部隊 レッドショルダーを投入することで最終的には勝利を収めるが度重なる戦災によって、大気の呼吸が困難になるほどに自然環境が破壊され居住不能とされた。このため、惑星上での活動には酸素ボンベが必要不可欠となっている。戦争終結によって、サンサは不可侵宙域に指定され、わずかに残った住民が細々と生活している。酸素が無くなったために植物はほぼ絶滅、惑星上は砂漠が広がる不毛の大地と化していた。だが『幻影篇』までの年月の間に大きく自然環境の改善が試みられたらしく、酸素ボンベ無しで人々が生活できるようになっている。
ヂヂリウム
半液体化金属の半導体。半透明の青い物質である。常温での超伝導効果をもつため、ATなどに搭載される高速コンピューター回路に不可欠とされる。触媒によって特殊な放射線を発し、第3次 銀河大戦終盤には最重要の戦略物質として重視されるようになった。ギルガメスが開発したPSは身体機能の維持のため定期的な照射が必要とされている。企画初期の設定には「ヂライト・ヂゴル・ナトリウム」とする表記がありヂヂリウムの正式な呼称とも取れる。
「ジジリウム」や「ジジリュウム」などの表記もあり統一されていなかったがデータベース作成の際に、高橋監督の判断で「ヂヂリウム」に統一された。
パーフェクトソルジャー
PSと略される。戦場で理想的な能力を発揮できるようにするため、肉体や脳神経に人為的な処置をされた一種のサイボーグ。メルキア軍において開発され、秘密結社により奪取され研究が進められた。ATパイロットとしては優秀な能力を持ち、強靭な肉体と並外れた反射神経、精神操作による軍に対する高い忠誠心を有する。しかし身体機能の維持のためにはヂヂリウムの照射を定期的に受けなければならず、精神的な不安定さなどの問題があった。寿命も2年程度しかない。バララント側でも同様に開発され、こちらは肉体がより機械的に強化されていたが、やはり精神面に問題が残っていた。『デュアルマガジンNo.9』P.28の記述によると「PSはヂヂリウムがないと筋肉硬直を経て死に至る」というのは秘密結社の洗脳暗示による欺瞞で、最終的には筋力が常人並みに衰えて安定するとされる。「禁断症状」とされる筋肉の硬直は催眠効果により現れるもので、実際に死に繋がる訳ではない。
バトリング
ATを使う模擬戦闘の賭け試合。百年戦争の終結後、軍からあぶれたATパイロットたちが放出品のATを用いて模擬戦闘を行う。火器を使わずに格闘戦を行う「レギュラーゲーム」と実弾を使用して実戦さながらの戦闘を行う「リアルバトル」、ATサイズの槍や刀剣類が使用される「ブロウバトル」が存在する。ごくまれにAT対地上戦艦、AT対機甲猟兵などAT対ATの枠組みを外れた異種格闘戦が行われることがある。
観客はどちらのATが勝つかを予想して、金を賭けて見物する。リアルバトルでは試合の性格上、パイロットのみならず流れ弾で観客にも死傷者が出るが、むしろ刺激的とされて好評である。ウドの街が発祥の地と言われており、戦争の長期化で大衆娯楽の殆どが廃れた事もあって、娯楽に飢えた民衆から高い人気を博している。
ウドの街以外でも、ア・コバ（OVA『ビッグバトル』）やタ・ビング（OVA『機甲猟兵メロウリンク』第2話）、アグ（小説『青の騎士ベルゼルガ物語』）といった他の街でも行われている。
バララント同盟
アストラギウス銀河をギルガメスと二分する勢力。劇中では「バララント星域」と呼ばれる。「〜同盟」と呼ばれたことは無く、ムック編集スタッフの創作である。主人公がギルガメス陣営の人間であるため、バララントは劇中の描写が相対的に乏しく、内情や来歴に関する設定の多くも関連ムックで創作されたものである。首星はバラン。アストラギウス暦5500年頃に、ギルガメスよりやや早く成立している。秘密主義と超国家主義の傾向が強い軍事大国で、その内情には窺い知れない部分が多いが、国家としてのまとまりや国力はギルガメスを上回っている。第3次 銀河大戦では豊富な宇宙戦力を以て、戦争中盤までギルガメスを圧倒したが、その後はギルガメスがATを開発。戦場に投入するようになると形勢の逆転を許してしまう。
テレビシリーズ本編では「百年戦争は原因も定かでない戦争」と語られていたが関連ムックで、その戦争の「原因」が創作されている。関連ムックによるとバララントの国家体制は「戦時共産主義」であり、同時に「大バラン主義」と称される極端な宇宙進出と偏重主義を奉ずるとされる。バララントの歴史は宇宙進出とそれに伴う他星系の「解放」（ ＝ 侵略）の歴史であり、体制下の他民族は同化・抑圧政策に遇していると言われ、バララントの浸透を恐れた諸星域国家による軍事通商同盟「ギルガメス連合」の成立を促すこととなった。
秘密結社
ワイズマンの超絶的な力に魅せられて、その手先となったとされる謎の組織。垂直水平に交わった鉤十字型の意匠を組織のシンボルとしている。ギルガメス軍将校を幹部構成員として、物語開始以前から存在しているが彼らは軍籍に身を置いたまま組織に加盟して活動していた。『装甲騎兵ボトムズ』第1話「終戦」でギルガメス軍基地 ＝ 小惑星リドからPSを奪取して、第3次 銀河大戦が終戦を迎えると活動を顕在化。幹部らは軍籍を離れ、宗教団体の体裁を取るようになった。最高幹部のアルベルト・キリイ、セルジュ・ボロー等は司祭の服装を正装としている。政界、軍部、財界などに影響力を持っていたとされるが、その実態は謎が多く、組織の正式名称も秘密のままであった。組織の構成員はワイズマンの意志を実現するために暗躍。その見返りとして地位と財産が約束されていたという。主な活動としては武器の開発・生産・売却があげられ、特にPSや新型ATの開発に力を入れていた。
宗教的な雰囲気があるが、作中では詳細に述べられていない。OVA『赫奕たる異端』の制作時において、元はマーティアルの一教区だったが、マーティアルで禁忌とされている力への愛の科学技術による代行、つまりPS開発に携わったことが原因でアレギウムから破門されたという設定が追加されている。ただ、マーティアルの教義がワイズマンの干渉によって生まれたものであるので、ある意味では原点回帰である。
百年戦争
アストラギウス暦7113年から7213年にわたってギルガメス、バララント間で繰り広げられた銀河規模の戦争である第3次 銀河大戦の俗称。テレビシリーズ本編では第3次 銀河大戦の名称は登場せず、一貫して「百年戦争」と称される。百年戦争末期には、両陣営の200を超える惑星が戦火に巻き込まれている。
不可侵宙域
ギルガメスとバララント、両勢力の立ち入りを禁止する中立宙域。5632年の星雲法制定では、聖地アレギウムがあるジアゴノ星などが指定される。7213年の百年戦争休戦条約ではサンサ星周辺など、終戦時に両陣営の支配が明確でない宙域が指定された。指定時期は不明だが代表的な宙域に古代クエント文明のクエント星、アストラギウス銀河最大の銀行のあるアンティテーツ星などがある。
マーティアル
アストラギウス銀河全域において信奉されている巨大宗教。組織制度や聖職者の様子等、カトリックによく似た描写で表現されている。組織のシンボルは十字架ではなく「鍵」が設定されている。これはこの宗教における天国の扉を開く鍵 ＝ 闘争、競争の具象であるとされ、高位の聖職者の法衣から末端信者のATパイロットが手に握るロザリオにまで、その姿がある。
惑星ジアゴノの原始宗教が神の啓示を記したヤーダル碑の発見に端を発し、アストラギウス暦1000年に成立した。「闘争こそ調和と進化の源」の教義を持ち、軍事、政治、経済の面においても強い影響力を持つ。マーティアルの中枢は惑星ジアゴノのアレギウムに存在する根本聖堂にあり、法皇を中心とした中央集権的な組織として形成されている。5632年に成立した「星雲法」の下でギルガメス、バララントの双方から保護されている。銀河全域に広がった教区はセクターと呼ばれ、アレギウムから任命された枢機卿が赴任して指導に当たっている。第712代法王指名選挙と同時期にアレギウムで起きた事件は「アレギュウムの赫い霍乱」として庶民にまで知られるが事件の詳細は一切公表されなかったために様々な憶測を呼び、影響力に陰りが見え始める。
メルキア
ギルガメス連合の首星。第3次 銀河大戦開戦時はギルガメス連合への加盟が遅く、発言権は低かったが有力な惑星が次々に消滅した事やAT開発に見られる優れた軍事技術と豊富な工業力を背景に連合内で急速に台頭して、三代目の首星の座に就いた。メルキアの政治体制は連邦制を取っており、その中では幾つもの自治州や独立国家が存在する。第3次 銀河大戦では致命的とはいかないまでも度重なる戦災を被ったことで人口が大きく減少、治安は悪化している。キリコが従軍している数年の間に人口の4分の3が死滅したという。
レッドショルダー
正式名称は第24メルキア方面軍戦略機甲兵団 特殊任務班X-1。ATの右肩を血の赤に染めていたことに由来、俗に吸血部隊と呼ばれる。キリコがかつて所属していた。
戦場におけるATの重要性が高まってきた第3次銀河大戦の終盤、エリート部隊と謳われた第24メルキア方面軍戦略機甲兵団 特殊作戦部隊の中で、ヨラン・ペールゼンの手によって更に徹底されたエリート部隊として創設された。第3次 銀河大戦の末期の銀河各地の戦場で活躍。中でも第3次サンサ攻略戦ではギルガメス軍に多大な戦果をもたらしている。
しかし戦場における非戦闘員や民間人への残虐行為や行き過ぎた秘密主義が国際的な問題となり、停戦協定では部隊の解散までが合意事項に含まれるほどであったが、このような事実は無く、ペールゼンの急激に勢力を伸ばす策略に危惧した軍上層部が情報操作を行ったという説があるが目撃者や元部隊員の証言もあるため、この説は信憑性が低い。
戦争終結によって正式に解散された後は隊員の一部は秘密結社と結託して、己の理想を追求するペールゼンの私兵となる。
テレビシリーズ劇中では「正式にはメルキア戦略装甲騎兵団 特殊任務班X-1」であるというキリコの台詞があった。後に作られたウド編の総集編と小説版では「メルキア戦略機甲兵団 特殊任務班X-1」と訂正された。
『青の騎士ベルゼルガ物語』では正式名称が「メルキア機甲兵団2045部隊 特殊任務班X-1」となっている。
ワイズマン
声 - 柴田秀勝
かつてクエント星を追放された異能者達がクエントに帰還後、地底深くの原形質保存装置に自らの意志を集合させ意識集合体となった時に名乗った名称。ワイズマンは肉体の無い意志だけの存在となって以降、古代クエント文明の超高度な科学力を背景に1000年以上に渡って銀河各地の文明に干渉。組織や人材、情報などを操り、アストラギウス銀河の歴史を影から操っていった。自らを神と任じ、人類からはその存在を知られることなく、銀河を二大勢力によって分割統治させ、人類に絶え間ない戦争を仕掛けるが、これは自らの後継者の誕生を促すワイズマンの意志でもあった。力への愛ではなく、テクノロジーによって神の存在に近付こうとして「神を見失った」ために「マーティアル」から異端として排斥された一派 ＝ 秘密結社はワイズマンの信奉者であった。

## スタッフ
- 企画 - 日本サンライズ
- 原案 - 矢立肇[9]
- 原作 - 高橋良輔[9]
- プロデューサー - 長谷川徹
- キャラクターデザイン・作画監督チーフ - 塩山紀生[9]
- メカニカルデザイン - 大河原邦男[9]
- 音楽 - 乾裕樹[9]
- 美術 - 東條俊寿[9]
- 美術設定 - 岡田和夫、宮前光春、中山益男
- 音響監督 - 浦上靖夫[9]
- 演出チーフ - 滝沢敏文[9]
- 監督 - 高橋良輔[9]
- 制作 - 日本サンライズ

## 主題歌・挿入歌
オープニングテーマ - 「炎のさだめ」
作詞 - 高橋良輔 / 作曲・編曲 - 乾裕樹 / 唄 - TETSU
エンディングテーマ - 「いつもあなたが」
作詞 - 高橋良輔 / 作曲・編曲 - 乾裕樹 / 唄 - TETSU
挿入歌 - 「たのまれグッバイ」
作詞 - 高橋良輔 / 作曲・編曲 - 乾裕樹 / 唄 - 川浪葉子
主題歌2曲と、挿入歌を収録したレコードは、共にキングレコード（スターチャイルド・レコード）より発売された。

## 作品解説
テレビ版のストーリーは、治安警察と暴走族が牛耳る街「ウド」（第1話 - 第13話）、反政府軍との内戦が続く熱帯の王国「クメン」（第14話 - 第27話）、砂漠の惑星「サンサ」（第29話 - 第39話）、キリコ出生の秘密が隠された惑星「クエント」（第41話 - 第52話）の4つのパートに分かれており、舞台が変わるごとに、市街戦・湿地戦・宇宙戦・砂漠戦など、さまざまなバリエーションの戦闘シーンを展開する。これは『太陽の牙ダグラム』が舞台がほぼ砂漠だけということで画面が単調だったためとされている。
各話担当作画監督の1人であったアニメアールの谷口守泰は本作で活躍して、その後、高橋監督作品『機甲界ガリアン』の中核スタッフを経て、高橋が監督した『蒼き流星SPTレイズナー』ではキャラクターデザイナーに抜擢された。

### 「ボトムズ」という名称
本作の企画を作った当時はトップレスバーならぬボトムレスバーという、下半身に何も履いていない女店員が接客するバーが有った為「ボトムス」といういやらしいイメージの有る名前に抵抗を持つ人が居た。高橋良輔は、これはアストラギウスの言語であり英語ではないという説明で乗り切ったという。
ATとその乗り手を指す「ボトムズ」という呼び名は、軍の定めた公式見解では「Vertical One-man Tank for Offence & Maneuver-S：攻撃と機動のための直立一人乗り戦車」の略称であるとされている。しかし実際は脆弱な装甲、発火しやすいポリマーリンゲル液、コストを下げるため切り捨てられた機体の生存向上システム──人命よりも生産性を優先させたATは、搭乗者の生存率の低さからまさに“鉄の棺桶”とも言える代物だった。同時にパイロットたちの素行の悪さと任務環境の過酷さから付いたスラング「Bottoms：最低の奴（ら）」であるとする「説が強い」という。
従って、番組終了後発表された小説『青の騎士ベルゼルガ物語』（ソノラマ文庫・1985）にある「最低の野郎ども」という解釈は初出ではない。高橋は当初作品タイトルの『ボトムズ』の英語スペルをBottomsにするつもりであったが、商標上の問題により実現せず、やむをえずVotomsに変えたという経緯がある。同時に、ATやATパイロットのことだけでなく、作品の描くテーマとしてより広義に「底辺の人間たち」という意味も込められているとのことである。
テレビシリーズ序盤、主人公のモノローグや予告編のナレーションにおいて、ATを「ボトムズ」と呼称（それとともにATパイロットは「ボトムズ乗り」と呼称）する回が数回あったが、その後劇中でその名を聞くことはOVA『ペールゼン・ファイルズ』までしばらくなかった。劇中に主に使われる呼称はATであり、ATの正式名称「アーマードトルーパー」、そして「スコープドッグ」等の固有機体名もほとんど登場しない。特に固有機体名を使わないのは、玩具販売を目的としたスポンサーが付くアニメでは異例中の異例であり、そのことがリアルロボットアニメとしての本作の地位を高めた一因にもなっている。

### キャラクター設定
主役については無口な男の方が饒舌な男よりカッコがいいと高橋監督が感じ、ATのコックピットの中でしか安らぎを感じることが出来ない無口な男にした。
ヒロインについてキャラクターデザイナーの塩山紀生が美女が好きな為、高橋監督が好きなココナのような愛嬌があるタイプではなく、完璧な美女にした。フィアナが初登場時にスキンヘッドだったのは脚本の吉川惣司が主張した為で高橋監督は液体の中で髪が揺らぐ様子を描きたかったので、スキンヘッドにしたくなかった。
高橋監督によれば、結果として恋愛ものとして見られることがあり、実際そうなったのかもしれないが、元々恋愛はボトムズの要素の一つだった。高橋監督は恋愛を描くにあたり三角関係を作ろうとしたが、ココナではフィアナに太刀打ち出来ないと感じ、フィアナをめぐる三角関係を作る人物としてイプシロンを設定した。ルックスはキリコより男前にした。高橋監督はイプシロンを見ていて、この男は長生き出来ないと感じ、イプシロンにふさわしい死に場所を与える為、第39話「パーフェクト・ソルジャー」のエピソードを作った。

### 主役メカ設定
ガンダムからロボットが兵器として扱われる様になり、兵器として考えるに際し、戦車のイメージはダグラムでやったので、スピード感を重視したジープのイメージとした為、自動車を縦にしたサイズにした。メカデザイナーの大河原邦男は既にそのサイズのロボットを高橋監督が相談する前に描いていて、偶然、両者の思惑が一致した。

### 製作に影響を与えた作品
数々の映画を大胆に引用（借用）したことでも知られる。ウド編は『ブレードランナー』、クメン編は『地獄の黙示録』、除隊した兵士が何の準備もないまま社会に放り出される主人公キリコの成り立ちは『ランボー』などに影響を受けていると関係者が公言している。
- 『ジュニア・ボナー/華麗なる挑戦』（サム・ペキンパー監督、1972年） - 元々の発想を得た作品（各地を巡業するロデオライダー → バトリングをしながら放浪する。高橋良輔/談）[19]。
- 『ルート66』（テレビ映画、1960-1964年） - 初期の構想で影響を受けた作品(ATを輸送車輛に乗せて各地を巡る。高橋良輔/談）[19]。
- 『ブレードランナー』（リドリー・スコット監督、1982年） - ウドの街の世界観、PSの設定（寿命など）、キリコとPSとの関係性[20]など。高橋良輔、吉川惣司、塩山紀生、谷口守泰、谷田部勝義/談。
- 『爆裂都市 BURST CITY』（石井聰亙監督、1982年） - （ウドの街の暴力描写。高橋良輔/談）
- 『バトルトラック』（ハーレイ・コークリス監督、1982年） - （ウドの街の暴力描写。高橋良輔/談）
- 『地獄の黙示録』（フランシス・フォード・コッポラ監督、1979年） - （クメン王国の世界観。吉川惣司/談[20]）
- 『ディア・ハンター』（マイケル・チミノ監督、1978年） - （クメン王国の人物描写。高橋良輔/談）
- 『エイリアン』（リドリー・スコット監督、1979年） - （サンサ編冒頭の戦艦X内の部分。吉川惣司/談）
- 『デューン/砂の惑星』（デヴィッド・リンチ監督、1984年） - （惑星クエントの世界観。高橋良輔、吉川惣司/談[20]）
- 『2001年宇宙の旅』（スタンリー・キューブリック監督、1968年） - （クエント編最後の舞台の部分。高橋良輔、吉川惣司/談[20]）
- 『ランボー』（テッド・コチェフ監督、1982年） - （キリコの人物設定。高橋良輔/談[12]）
- 『タクシードライバー』（マーティン・スコセッシ監督、1976年） - キリコの人物描写。高橋良輔談）
- 小林旭の日活無国籍シリーズ - （舞台設定。高橋良輔/談[20]）
- 高倉健の東映任侠シリーズ - （キリコの表情芝居。谷口守泰/談）
- アルフレッド・ベスターの『虎よ、虎よ!』 - （キリコの人物設定。高橋良輔/談）
- 開高健の『輝ける闇』『夏の闇』 - （「ボトムズ」の世界観。高橋良輔/談）

### 音楽

#### 主題歌・挿入歌
主題歌を担当した覆面歌手・TETSUの正体は、後に1990年代のヒット曲の仕掛け人となったシンガーソングライター・織田哲郎である。織田が自身の公式サイト内の日記（2001年6月7日付）で読者からのメール等に応えて明らかにしたところによれば、ボトムズ放映の頃、まだデビューするかしないかの駆け出しだった彼は、アルバイトとして覆面歌手扱いで曲を吹き込むことも多かったという。
この作品についても、当時お世話になっていた人の求めに応じて歌ったものであり、彼が数多く担当した、そういった事情のある歌の中でも最も有名なものである。2019年8月31には自身のYouTubeライブ配信で演奏し、2020年2月25日には当該部分をアーカイブとしてアップロードしている。
主題歌のオープニングテーマとエンディングテーマは、いずれも高橋良輔が作詞を担当。今でもカラオケでファンによく歌われるなど親しまれている曲だけあって、「酒代に困った頃に作詞印税が入ってきて助かってます」と冗談交じりに語っている。
挿入歌「たのまれグッバイ」は、テレビ版のクメン編において、バーにいたココナが歌っている曲である。レコーディングの際、バーで歌う雰囲気を出せるようココナ役の川浪はお酒を飲まされてレコーディングを行ったという逸話がある。

#### 行進曲
劇中、サンサ編のレッドショルダー関連映像の場面や、『野望のルーツ』の終盤に流れる行進曲は、本作のために作成された曲ではなく、サントラ盤に収録されておらず、ファンの間では通称「レッドショルダーマーチ」と呼ばれていた。
この曲については、アニメ雑誌『アニメック』のキングレコードへの問い合わせでは各テレビ局のBGM用の既成曲でタイトルや作者、著作権元は不明とされ、『アニメージュ』誌による音響制作会社のオーディオ・プランニング・ユーへの取材では、曲名は「AVANZATA」で作曲はM・ZALLAで一般へは未発売。他にも「テレビ東京の汎用既成曲」、「（放映当時は冷戦の最中で情報がほとんど手に入らない）東欧圏の民族音楽」「コサック部隊の音楽」「記録映画の音楽」などさまざまな説が唱えられ、正体が判然としなかった。
2007年になってこの曲の正体が判明する。1966年制作のイタリア映画『Due Marines e un Generale』（邦題『二人の水兵と一人の将軍』、バスター・キートン主演。）のサントラの2曲目「Arrivano I Marines」がその正体であった。作曲はPiero Umiliani（ピエロ・ウミリアーニ）。同じサントラには『機動戦士ガンダム』第12話で使用された曲も含まれている。M. Zallaはピエロ・ウミリアーニの変名の一つである。この曲は、カップインスタントうどん赤いきつねのCMや『ボトムズ』が放送される以前の自転車、ビッグワンガムのCMにも使われた。
前作品『太陽の牙ダグラム』のタカラ製プラモデルのCMで流され、それが好評だったためレッドショルダーのマーチに採用されたのだという。
この曲はPlayStation用ソフト『青の騎士ベルゼルガ物語』にもCD-DAで収録された。バトリングをテーマとしたこのゲーム中において選択できる入場テーマの一つで、この曲を選択しているとゲーム中でレッドショルダーにまつわる幾つかのサブイベントが発生する様になっている。なお、発売当時の雑誌インタビューにおいて、開発スタッフが音源を探し回った末にテレビ東京のライブラリーにたどり着き、そこから収録した事を明かしている。ただしこの収録曲は、アニメ本編で使われた音源 (Due Marines e un Generale) をそのまま収録したものではなく、新規に録音した別物である。
ゲーム『第2次スーパーロボット大戦Z』においては、「戦騎達の行進」という曲調を限界まで似せたオリジナル曲が代用として使用されており、劇中では「レッドショルダーのマーチ」と一貫して呼ばれている。

## 各話リスト
サブタイトル、脚本、演出、作画監督の出典→
ウド編
| 話数   | 放送日        | サブタイトル       | 脚本     | 絵コンテ   | 演出       | 作画監督          |
| ------ | ------------- | ------------------ | -------- | ---------- | ---------- | ----------------- |
| 第1話  | 1983年 4月1日 | 終戦               | 五武冬史 | 京春香     | 加瀬充子   | 清水恵蔵 塩山紀生 |
| 第2話  | 4月8日        | ウド               | 五武冬史 | 松野達也   | 知吹愛弓   | 谷口守泰          |
| 第3話  | 4月15日       | 出会い             | 五武冬史 | 松野達也   | 川端蓮司   | 鈴木英二          |
| 第4話  | 4月22日       | バトリング         | 高橋良輔 | 滝沢敏文   | 谷田部勝義 | 神宮慧            |
| 第5話  | 4月29日       | 罠                 | 五武冬史 | 加瀬充子   | 加瀬充子   | 上村英司          |
| 第6話  | 5月6日        | 素体               | 五武冬史 | 滝沢敏文   | 知吹愛弓   | 西城明            |
| 第7話  | 5月13日       | 襲撃               | 吉川惣司 | 川端蓮司   | 川端蓮司   | 谷沢豊 新田敏夫   |
| 第8話  | 5月20日       | 取引               | 鳥海尽三 | 谷田部勝義 | 谷田部勝義 | 鈴木英二          |
| 第9話  | 5月27日       | 救出               | 鳥海尽三 | 滝沢敏文   | 加瀬充子   | 谷口守泰          |
| 第10話 | 6月3日        | レッド・ショルダー | 吉川惣司 | 知吹愛弓   | 知吹愛弓   | 鈴木英二 塩山紀生 |
| 第11話 | 6月10日       | 逆襲               | 吉川惣司 | 吉田浩     | 桐野克也   | 西城明            |
| 第12話 | 6月17日       | 絆                 | 鳥海尽三 | 吉田浩     | 川端蓮司   | 神宮慧            |
| 第13話 | 6月24日       | 脱出               | 鳥海尽三 | 滝沢敏文   | 川端蓮司   | 鈴木英二 塩山紀生 |

クメン編
| 話数   | 放送日        | サブタイトル                | 脚本                       | 絵コンテ   | 演出       | 作画監督          |
| ------ | ------------- | --------------------------- | -------------------------- | ---------- | ---------- | ----------------- |
| 第14話 | 1983年 7月1日 | アッセンブルEX-10           | 吉川惣司                   | 松野達也   | 加瀬充子   | 谷口守泰          |
| 第15話 | 7月8日        | 疑惑                        | 吉川惣司                   | 吉田浩     | 桐野克也   | 西城明            |
| 第16話 | 7月15日       | 掃討                        | 鳥海尽三                   | 知吹愛弓   | 知吹愛弓   | 鈴木英二          |
| 第17話 | 7月22日       | 再会                        | 鳥海尽三                   | 高橋資祐   | 川端蓮司   | 神宮慧            |
| 第18話 | 7月29日       | 急変                        | 吉川惣司                   | 滝沢敏文   | 加瀬充子   | 上村英司 塩山紀生 |
| 第19話 | 8月5日        | 思惑                        | 吉川惣司                   | 康村正一   | 康村正一   | 西城明            |
| 第20話 | 8月12日       | フィアナ （ウド編の総集編） | 五武冬史 吉川惣司 鳥海尽三 | 高橋良輔   | 高橋良輔   | 塩山紀生          |
| 第21話 | 8月19日       | 溯行                        | 鳥海尽三                   | 谷田部勝義 | 谷田部勝義 | 鈴木英二 塩山紀生 |
| 第22話 | 8月26日       | 触発                        | 鳥海尽三                   | 池田成     | 桐野克也   | 谷口守泰          |
| 第23話 | 9月2日        | 錯綜                        | 吉川惣司                   | 知吹愛弓   | 知吹愛弓   | 神宮慧            |
| 第24話 | 9月9日        | 横断                        | 鳥海尽三                   | 富沢雄三   | 川端蓮司   | 西城明            |
| 第25話 | 9月16日       | 潜入                        | 吉川惣司                   | 加瀬充子   | 加瀬充子   | 上村英司          |
| 第26話 | 9月23日       | 肉迫                        | 吉川惣司                   | 谷田部勝義 | 谷田部勝義 | 鈴木英二          |
| 第27話 | 9月30日       | 暗転                        | 吉川惣司                   | 滝沢敏文   | 知吹愛弓   | 塩山紀生          |
| 第28話 | 10月7日       | 運命（） （ウド編の総集編） | 五武冬史 吉川惣司 鳥海尽三 | 高橋良輔   | 高橋良輔   | 塩山紀生          |

サンサ編
| 話数   | 放送日          | サブタイトル              | 脚本                       | 絵コンテ | 演出       | 作画監督          |
| ------ | --------------- | ------------------------- | -------------------------- | -------- | ---------- | ----------------- |
| 第29話 | 1983年 10月14日 | 二人                      | 五武冬史                   | 池田成   | 川端蓮司   | 谷口守泰          |
| 第30話 | 10月21日        | 幻影                      | 五武冬史                   | 滝沢敏文 | 津田義三   | 西城明            |
| 第31話 | 10月28日        | 不可侵宙域                | 鳥海尽三                   | 池田成   | 加瀬充子   | 鈴木英二          |
| 第32話 | 11月4日         | イプシロン                | 鳥海尽三                   | 知吹愛弓 | 知吹愛弓   | 上村英司 塩山紀生 |
| 第33話 | 11月11日        | 対決                      | 吉川惣司                   | 滝沢敏文 | 谷田部勝義 | 谷口守泰          |
| 第34話 | 11月18日        | 惑星サンサ                | 吉川惣司                   | 池田成   | 川端蓮司   | 西城明            |
| 第35話 | 11月25日        | 死線                      | 五武冬史                   | 滝沢敏文 | 津田義三   | 鈴木英二          |
| 第36話 | 12月2日         | 恩讐                      | 五武冬史                   | 高橋資祐 | 康村正一   | 上村栄司 塩山紀生 |
| 第37話 | 12月9日         | 虜                        | 鳥海尽三                   | 知吹愛弓 | 知吹愛弓   | 鈴木英二          |
| 第38話 | 12月16日        | 暗闇                      | 鳥海尽三                   | 滝沢敏文 | 加瀬充子   | 西城明            |
| 第39話 | 12月23日        | パーフェクト・ソルジャー  | 鳥海尽三                   | 池田成   | 谷田部勝義 | 谷口守泰          |
| 第40話 | 12月30日        | 仲間 （サンサ編の総集編） | 五武冬史 吉川惣司 鳥海尽三 | 高橋良輔 | 高橋良輔   | 塩山紀生          |

クエント編
| 話数   | 放送日        | サブタイトル | 脚本     | 絵コンテ   | 演出       | 作画監督          |
| ------ | ------------- | ------------ | -------- | ---------- | ---------- | ----------------- |
| 第41話 | 1984年 1月6日 | クエント     | 吉川惣司 | 谷田部勝義 | 川端蓮司   | 八幡正 塩山紀生   |
| 第42話 | 1月13日       | 砂漠         | 吉川惣司 | 津田義三   | 津田義三   | 鈴木英二          |
| 第43話 | 1月20日       | 遺産         | 吉川惣司 | 知吹愛弓   | 知吹愛弓   | 鈴木英二          |
| 第44話 | 1月27日       | 禁断         | 五武冬史 | 加瀬充子   | 加瀬充子   | 西城明            |
| 第45話 | 2月3日        | 遭遇         | 五武冬史 | 滝沢敏文   | 谷田部勝義 | 鈴木英二          |
| 第46話 | 2月10日       | 予感         | 鳥海尽三 | 池田成     | 川端蓮司   | 谷口守泰          |
| 第47話 | 2月17日       | 異変         | 鳥海尽三 | 津田義三   | 津田義三   | 鈴木英二          |
| 第48話 | 2月24日       | 後継者       | 鳥海尽三 | 知吹愛弓   | 知吹愛弓   | 西城明            |
| 第49話 | 3月2日        | 異能者       | 吉川惣司 | 康村正一   | 康村正一   | 八幡正            |
| 第50話 | 3月9日        | 乱雲         | 吉川惣司 | 谷田部勝義 | 谷田部勝義 | 鈴木英二 塩山紀生 |
| 第51話 | 3月16日       | 修羅         | 吉川惣司 | 滝沢敏文   | 川端蓮司   | 鈴木英二          |
| 第52話 | 3月23日       | 流星         | 吉川惣司 | 滝沢敏文   | 加瀬充子   | 谷口守泰          |

※第52話（最終回）には、塩山紀生が作画監修としてクレジットされている。

## 放送局
※放送局の呼称は当時のもの。
| 放送地域       | 放送局         | 放送系列       | 放送日時                                                                                          | 備考                                                                      |
| -------------- | -------------- | -------------- | ------------------------------------------------------------------------------------------------- | ------------------------------------------------------------------------- |
| 関東広域圏     | テレビ東京     | テレビ東京系列 | 金曜 17:55 - 18:25                                                                                | 製作局                                                                    |
| 大阪府         | テレビ大阪     | テレビ東京系列 | 金曜 17:55 - 18:25                                                                                |                                                                           |
| 北海道         | 北海道放送     | TBS系列        | 土曜 17:00 - 17:30                                                                                | 放送当時、TXN系列のテレビ北海道は未開局                                   |
| 秋田県         | 秋田テレビ     | フジテレビ系列 | 月曜 - 金曜 5:55 - 6:25                                                                           | 1986年に放送                                                              |
| 宮城県         | 仙台放送       | フジテレビ系列 |                                                                                                   |                                                                           |
| 福島県         | 福島中央テレビ | 日本テレビ系列 | 火曜 17:00 - 17:30（1983年5月 - 1984年3月20日） 月曜 - 金曜 6:15 - 6:45（1984年3月26日 - 4月4日） |                                                                           |
| 新潟県         | テレビ新潟     | 日本テレビ系列 |                                                                                                   |                                                                           |
| 石川県         | 石川テレビ     | フジテレビ系列 | 金曜 17:25 - 17:55                                                                                | 1983年4月1日から1984年3月23日まで放送                                     |
| 福井県         | 福井テレビ     | フジテレビ系列 | 火曜 17:25 - 17:55                                                                                | 1985年1月29日から放送                                                     |
| 中京広域圏     | 東海テレビ     | フジテレビ系列 | 土曜 18:00 - 18:30                                                                                | 放送開始後にTXN系列のテレビ愛知が開局したが、引き続き最終回まで放送       |
| 京都府         | KBS京都        | 独立局         |                                                                                                   |                                                                           |
| 兵庫県         | サンテレビ     | 独立局         |                                                                                                   | 2016年4月4日から放送 サンテレビ公式ツイッター2016年3月4日ツイート分で公表 |
| 岡山県・香川県 | 山陽放送       | TBS系列        |                                                                                                   | 放送当時、TXN系列のテレビせとうちは未開局                                 |
| 広島県         | テレビ新広島   | フジテレビ系列 |                                                                                                   |                                                                           |
| 山口県         | 山口放送       | 日本テレビ系列 |                                                                                                   |                                                                           |
| 愛媛県         | 南海放送       | 日本テレビ系列 |                                                                                                   |                                                                           |
| 福岡県         | RKB毎日放送    | TBS系列        |                                                                                                   | 放送当時、TXN系列のTXN九州は未開局                                        |
| 熊本県         | テレビ熊本     | フジテレビ系列 |                                                                                                   |                                                                           |
| 沖縄県         | 沖縄テレビ     | フジテレビ系列 |                                                                                                   |                                                                           |

## テレビシリーズ終了後
本放送は放送時間の問題等もあり、平均視聴率は高いとは言えなかったが、AT・スコープドッグを始めとした玩具・プラモ関連のセールスが好調であった為、打ち切られる事もなく、4クールの放映を全うした。
テレビシリーズで描かれなかった空白期や、過去の物語が3本のオリジナルビデオアニメ（OVA）としてリリースされ、好セールスを記録した。この人気を受け、外伝的作品『青の騎士ベルゼルガ物語』（小説）、『機甲猟兵メロウリンク』（OVA）が生まれた。さらに1994年には本編の32年後を舞台とする続編『装甲騎兵ボトムズ 赫奕たる異端』（OVA）がリリースされた。
海外では混乱期のカンボジアでヒットし、子供たちが戦火を逃れながら電気屋のテレビに集まる光景がみられた。
2006年、模型雑誌で連載中の『装甲騎兵ボトムズ・コマンドフォークト』と連動したトークショーにおいて、高橋良輔監督によるボトムズ新作アニメの制作予定が発表され、翌2007年2月のワンダーフェスティバル 2007では仮称題名を『装甲騎兵ボトムズ ペールゼン・ファイルズ』としてキャラクターやATのビジュアルを公開。夏頃の作品開始を予定し進行中との情報が告知された。スタッフも当時のスタッフのほとんどが集結している。OVAの『レッドショルダードキュメント 野望のルーツ』とテレビ本編の空白期間を舞台として描かれる。2009年1月17日には『ペールゼン・ファイルズ劇場版』が公開された。
2007年からは日経トレンディネットで、『ペールゼン・ファイルズ』などの制作現場やボトムズの次回作の構想を、高橋良輔が制作日誌的な小説にした「新・小説VOTOMSいちぶんの一」を連載中である。
この新アニメシリーズとは別に『日経エンタテインメント!』誌で高橋良輔が小説版ボトムズ・『孤影再び』を連載（「日経キャラクターズ!」誌からの移動）。『赫奕たる異端』の後の時代の物語で、第14回では、ペールゼン・ファイルズについて触れられており、メルキア情報相次官フェドク・ウオッカムの名が出てくる。なお、『孤影再び』を元にした最後のエピソードと謳っているOVA、『装甲騎兵ボトムズ 幻影篇』が2010年3月よりリリースされた。
『チャンピオンRED』2008年6月号から2009年7月号にかけて漫画『装甲騎兵ボトムズ CRIMSON EYES』（作画：杉村麦太 ）が連載された。こちらは主人公がボトムズ乗りの幼い少女で、クエント人の女傭兵も登場している（乗機はベルゼルガ）。
珍しい例としては、アストラギウス銀河の300年後の様子を描いた高橋良輔による小説『equal ガネシス』（2011年5月に単行本化）が存在する。ここではアーマードトルーパーは「ロボトライブ」と呼ばれるアンドロイド兵士に取って代わられている。
Blu-ray Perfect Soldier Box発売記念としてTOKYO MXで2020年12月27日(BS11では12月29日)に高橋良輔監督が出演する特番『ドキュメンタリー of ボトムズ 異能の系譜』を放送。

## テレビシリーズ版以降に製作されたアニメ作品
総集編6本とOVA10作品が製作されている（以下、発売した順に記載）。
- 一連の作品を時系列順に整理すると以下のようになる（外伝・派生作品は除く）。

1. レッドショルダードキュメント 野望のルーツ
2. ペールゼン・ファイルズ 全12話
3. テレビシリーズ・ウド編（第1話 - 第13話）
4. ザ・ラストレッドショルダー
5. テレビシリーズ・クメン編（第14話 - 第27話。第28話はウド編の総集編）
6. テレビシリーズ・サンサ編（第29話 - 第39話）
7. テレビシリーズ・クエント編（第41話 - 第52話）
8. ビッグバトル BATTLE OF THE HETEROGENEOUS SPECIES
9. （テレビシリーズ最終話のエピローグ）
10. 赫奕たる異端 全5話
11. 孤影再び
12. 幻影篇 全6話

### 装甲騎兵ボトムズ VOL.I STORIES OF THE A.T.VOTOMS
1985年6月21日発売。テレビシリーズを時系列にまとめた総集編。演出・構成は谷田部勝義。

### 装甲騎兵ボトムズ VOL.II HIGHLITS OF THE A.T.VOTOMS
1985年7月20日発売。銀河万丈がナレーションを担当した各話の予告編をすべて収録し、ココナ・バニラ・ゴウトの3人を中心に構成された名場面集。演出・構成は知吹愛弓。
エンディングと、ファンタムクラブでココナが歌うシーンが塩山紀生によって新たに作画されている。ファンタムクラブのシーンでは監督の高橋良輔、キャラクターデザインの塩山紀生、プロデューサーの長谷川徹らがワンカット登場するお遊びがある。
クエント消滅後のロッチナがギルガメス軍の軍服を着て登場しているが、これが『ビッグバトル』の前に入るのか後に入るのかは不明。

### ザ・ラストレッドショルダー
1985年8月21日発売のOVA作品。時間軸的にはウド編とクメン編の間に入るエピソード。1986年8月2日に劇場公開もされた。本作品は第3回日本アニメ大賞OVA最優秀賞を受賞している。
スタッフ
- 原案 - 矢立肇
- 原作・監督 - 高橋良輔
- 脚本 - 吉川惣司
- キャラクターデザイン・作画監督 - 塩山紀生
- メカニカルデザイン - 大河原邦男
- 演出 - 加瀬充子
- 音楽 - 乾裕樹
- 作画監督 - 塩山紀生
- メカ作監 - 吉田 徹
- 美術監督 - 宮前光春
- 音響監督 - 浦上靖夫

### ウド
1986年2月21日発売。ウド編の総集編。演出・構成は高橋良輔。
オープニング、エンディング、『クメン』の予告編がマックスファクトリー製作のジオラマで表現され、話題になった。

### クメン
1986年4月5日発売。クメン編の総集編。演出・構成は高橋良輔。この総集編にはフィアナが登場しない。
『ウド』同様にオープニングとエンディングはジオラマバージョン（オープニングの内容は『ウド』と異なる。エンディングは同じ）。

### ビッグバトル BATTLE OF THE HETEROGENEOUS SPECIES
1986年7月5日発売のOVA作品。時間軸的には最終話におけるクエント消滅からキリコとフィアナがコールドスリープに入るまでの間に入るエピソード。
スタッフ
- 原案 - 矢立肇
- 原作・監督 - 高橋良輔
- 脚本 - はままさのり
- キャラクターデザイン - 塩山紀生
- メカニカルデザイン - 大河原邦男
- 音楽 - 乾裕樹
- 美術 - 岡田和夫
- 音響監督 - 浦上靖夫

### サンサ
1988年1月23日発売。サンサ編の総集編。演出・構成は高橋良輔。
オープニングは谷口守泰、エンディングは塩山紀生による新作画（『クエント』も同じものが使用された）。
制作時、谷口は『機甲猟兵メロウリンク』のデザイン作業に取り掛かっており、『ボトムズ』本編では登場することのない、対ATライフルを携え、マントを羽織った機甲猟兵姿のキリコを観ることが出来る。谷口は絵コンテも担当。そのエピソードは当時『アニメージュ』誌に連載されていた自らのイラストエッセイに記されている。演出は谷口の指名で今西隆志が担当した。

### クエント
1988年2月20日発売。クエント編の総集編。演出・構成は高橋良輔。

### レッドショルダードキュメント 野望のルーツ
1988年3月19日発売のOVA作品。時間軸上最も古いエピソード。劇伴音楽は乾裕樹による新作。オープニングアニメーションはアニメアールの吉田徹の絵コンテによる新作が予定されていたが、スケジュールの都合により本編カットを抜粋し構成したダイジェストが使用された。
スタッフ
- 原案 - 矢立肇
- 原作・監督 - 高橋良輔
- 脚本 - 吉川惣司
- キャラクターデザイン - 塩山紀生
- メカニカルデザイン - 大河原邦男
- 演出 - 今西隆志
- 音楽 - 乾裕樹
- 美術 - 岡田和夫、宮前光春
- 音響 - 浦上靖夫

### 機甲猟兵メロウリンク
1988年から1989年にかけて発売された外伝に当たるOVA作品。全12話。

### 赫奕たる異端
1994年から1995年にかけて発売されたOVA作品。初のTVシリーズ以降の続編となる作品。全5話。

### ペールゼン・ファイルズ
2007年から2008年に掛けて発売されたOVA作品。全12話。2009年1月17日に劇場版が公開。

### 幻影篇
2010年3月より発売のOVA作品。全6話。

### ケース;アービン
2011年2月25日発売の「ボトムズ新生3作品」にあたるOVA作品。2010年11月6日にはイベント上映。世界観は共有するが、キリコを中心とするシリーズとの接点は設けられていない作品。

### ボトムズファインダー
2011年4月7日発売の「ボトムズ新生3作品」にあたるOVA作品。2010年12月4日にはイベント上映。本作などの世界観や設定を一切用いていないパラレルワールドの作品。

### 孤影再び
『日経エンタテインメント!』誌で連載された小説。後に「ボトムズ新生3作品」の一環でOVA化され、2011年4月22日に発売。発売に先行して2011年1月8日にイベント上映。

## DVD
- 装甲騎兵ボトムズ DVDメモリアルボックス
テレビシリーズと(2005年時点での)全OVAがセットになった初回限定DVD-BOX。
2005年2月24日発売。
- 装甲騎兵ボトムズ DVD-BOX I [50]
2010年2月23日発売
テレビシリーズ第1話 - 28話を収録。
- 装甲騎兵ボトムズ DVD-BOX II [51]
2010年5月28日発売
テレビシリーズ第29話 - 最終話を収録。
- 装甲騎兵ボトムズ DVD-BOX III [52]
2010年8月27日発売
『ペールゼン・ファイルズ』以降を除くOVAを収録。

以下は単品販売。
- 装甲騎兵ボトムズ Vol.1 - Vol.4
2006年10月27日発売
- 装甲騎兵ボトムズ Vol.5 - Vol.7
2006年11月24日発売
- 装甲騎兵ボトムズ Vol.8 - Vol.10
2006年12月22日発売
- 装甲騎兵ボトムズ Vol.11 - Vol.12
2007年1月26日発売
- 装甲騎兵ボトムズ ザ・ラストレッドショルダー
- 装甲騎兵ボトムズ ビッグバトル
- 装甲騎兵ボトムズ レッドショルダードキュメント 野望のルーツ
- 装甲騎兵ボトムズ 赫奕たる異端 1
- 装甲騎兵ボトムズ 赫奕たる異端 2
2007年2月23日発売

## ネット配信
ビデオ・DVDなどのパッケージ以外にも、UHF地方局やCS局でたびたび放送されており、ネット配信サービス（バンダイチャンネルなど）で全シリーズが視聴可能である。

## 小説
- テレビのノベライズ
  - I ウド編 2002年11月1日発売 ISBN 4044284016
  - II クメン編 2003年2月1日発売 ISBN 4044284024
  - III サンサ編 2003年6月1日発売 ISBN 4044284032
  - IV クエント編 2003年10月1日発売 ISBN 4044284040

以上4作品は著：高橋良輔、本文イラスト：塩山紀生、表紙イラスト：大河原邦男、（角川スニーカー文庫）角川書店刊
- OVAのノベライズ
  - ザ・ファーストレッドショルダー 1988年6月30日発売 ISBN 4-19-669586-8
  - ザ・ラストレッドショルダー 1988年12月31日発売 ISBN 4-19-669602-3

以上2作品は著：吉川惣司、表紙・本文イラスト：塩山紀生、（アニメージュ文庫）徳間書店刊
  - 愛蔵版 装甲騎兵ボトムズ ザ・ラストレッドショルダー 2005年2月19日発売 ISBN 4198619816

上記の吉川惣司作の2作品をまとめ、加筆・訂正をしたもの。表紙イラスト：天神英貴、徳間書店刊
- 本編後の物語・外伝など
  - 装甲騎兵ボトムズ 孤影再び - 『日経エンタテインメント!』2006年5月号から2007年9月号に連載。OVA『赫奕たる異端』の後日談。32年ぶりにバニラ、ココナ、ゴウトを訪ねるところから物語は始まる。著：高橋良輔、本文イラスト：塩山紀生。
    - 単行本。ISBN 978-4047157019 2011年5月26日 角川書店より発売

  - 装甲騎兵ボトムズ コマンドフォークト - 『月刊ホビージャパン』2006年9月号より連載。百年戦争中に活躍したスーパーエース部隊の物語。キリコらアニメのキャラクターは登場しない。1/24スケールのプラモデルを使ったディオラマと絡めて展開される。著：野崎透、監修：高橋良輔。同じ出版社の『キャラの!』（旧『Novel JAPAN』）では並行してHJ誌連載分より以前のエピソードが連載され、塩山紀生がイラストを担当した。
    - 文庫本第1巻「群狼邂逅」2007年3月30日発売 ISBN 978-4894255371
    - 文庫本第2巻「伝説誕生」2007年9月30日発売 ISBN 978-4894256064

  - 装甲騎兵ボトムズ 戦場の哲学者 - SBクリエイティブより2016年10月にムック本として出版[53]。著：高橋良輔。百年戦争末期の惑星パルミスで戦場を転々とする傭兵AT乗り・フィローを主人公とした物語。主要なATは大河原邦夫が描きおろす（本文イラスト：シラユキー）。このほか、池田成による絵コンテや設定・各種解説も付き、さながらアニメ作品資料集のような装丁になっている。
もともとは2015年にweb上で随時発表するという発表があったが[54]かなり延び、webでは第一章「絢爛たる葬列」をサンライズが直接運営するWeb小説サイト『矢立文庫』で2016年9月より随時連載するという形になった[55]。
  - 装甲騎兵ボトムズ チャイルド 神の子篇 2020年9月25日より、WebNewtypeと電撃ホビーウェブでWeb連載。幻影篇の後日譚[56]。

- その他
  - アニメ雑誌『アニメック』1983年10月号に高橋良輔による短編が掲載された（その後に出版化はされていない）。「もしボトムズが当初の構想通りバトリング選手として街から街へ転々とするというものであったなら……」という設定の下で、キリコが軍を追われる原因となった小惑星リドの事件（テレビシリーズ第1話）を野営中に振り返るという内容。この小説を原型として『機甲猟兵メロウリンク』の第5話が作られており、特にチェコブ（架空の植物）の毒で悪夢を見始めるという導入部分はほぼそのまま流用されている。
  - 月刊ホビージャパン別冊「青の騎士ベルゼルガ物語」掲載のスペシャルシナリオ「前編：運命との出会い」（シナリオ高橋良輔 / イラスト塩山紀生）において主人公ケイン・マクドガルの危機を救ったのが『ボトムズ』本編の主人公キリコ・キュービィーだったという記述がある。これは小説『青の騎士ベルゼルガ物語』を仮にOVA2巻にした場合の前半シナリオとして書かれたもの。

### カセット版
1988年12月25日に朝日ソノラマから発売。ウド編の中盤までを再構成したもの。テレビシリーズの乾裕樹の音楽は使用されていない。
キャスト
- キリコ - 郷田ほづみ
- ゴウト - 富田耕生
- バニラ - 千葉繁
- ココナ - 川浪葉子
- ロッチナ - 銀河万丈
- ボロー - 緒方賢一
- カルメーニ - 佐藤正治
- オリヤ - 茶風林
- コニン - 梁田清之
- コンピューターの声 - 林玉緒

スタッフ
- 企画・製作 - 朝日ソノラマ、（株）ムービック・プロモートサービス
- 原作・脚本 - 高橋良輔
- 演出 - 大熊昭
- イラスト - 塩山紀生

## コミック
- 装甲騎兵ボトムズ - コミックボンボンKC（講談社） 著：のなかみのる 全4巻、絶版
  - 『コミックボンボン』誌上にテレビ放映と同時期（1983年5月号 - 1984年4月号）に連載されたもの。単行本収録の際に大幅な描き足しがあったが、雑誌版のオリジナルな絵柄だったキャラクターが、新作部分のみアニメ版に近い絵柄となっている。これについて、漫画執筆作業の時点でアニメの相当回の設定や脚本の決定稿が届いていなかったり、色設定やキャラクターの詳細も不明なことが多かった等の事情を、後に作者がインタビューで答えている。更に後の大都社版（全2巻）では全体的に作画修正され、アニメ設定に近い絵柄となった。なお、講談社版では「百年戦争」は「十年戦争」と呼ばれ[注 23]、キリコの幼少時に始まったとされている。イプシロンとの決着シーンはアニメ版とは異なり、更に『プラモ狂四郎』でそれと同様のシーンが再現されている。
- 装甲騎兵ボトムズ - 『TVアニメマガジン』（秋田書店）連載 著：岡崎優
  - 1983年5月号より、毎回8ページのダイジェストストーリー漫画を連載。長らく未単行本化だったが、2011年3月にマンガショップより、『サンライズロボット漫画コレクションVol.2「太陽の牙ダグラム」&「装甲騎兵ボトムズ」』が発売され、「ダグラム」共々初の単行本化となった。
- AT Stories - (双葉社) 作：岡島正晃、画：曽野由大
  - グレートメカニック誌で連載されているオリジナルストーリー集。同誌に掲載されたものと描き下ろしで構成されている。

第1巻 ISBN 978-4575939491
第2巻 ISBN 978-4575940671
- 装甲騎兵ボトムズ CRIMSON EYES 作画：杉村麦太
  - 『チャンピオンRED』2008年6月号から2009年7月号まで連載。
- ARMORED TROOPER VOTOMS : SUPEREME SURVIVOR （CPM COMICS）著: Tim Eldred
  - 1997年に、OVA『野望のルーツ』とテレビシリーズ第1話をコミカライズしたアメコミ（グラフィックノベル）版。

## 模型
タカラ（現・タカラトミー）はダグラムでミリタリーに強い金型屋を押さえたため、複雑なデザイン造形が可能になった。
当初はタカラがスポンサーとなって製作された作品であるため、同社から1/24スコープドッグをはじめ、他にも1/35、1/48スケールで数々のATがプラキット化された。しかしタカラのアニメ模型からの撤退により模型の金型はいくつかの模型会社を転々とし、根強い人気にもかかわらずキットにプレミアがつくような時期が続いた。その後、ウェーブが前述の1/24スケールキットに手を加えた「スコープドッグ・ターボカスタム」などを発売。更にバンダイが、傘下のエモーションレーベルからの作品DVD化とともに本作品のプラキット化権を獲得し、同社制作の初めてのOVA『ペールゼン・ファイルズ』登場のATを含む1/20スケールキットを発売した。なお、1/35ストライクドッグは過去何度か再版されているものの、現在ラインナップから外されている。
スコープドッグ系列は1/24のデュアルモデルも発売されており、プラキットでは再現されていない降着ポーズが可能だった。
この他、ユニオンモデルから1/60スケールのプラキットが発売された。本放送が終了し一年以上経った後に、ファッティー、ツヴァーク、ラビドリードッグといった、タカラからは未発売だったATもキット化されている。
また、カバヤの食玩シリーズとして、前作『太陽の牙ダグラム』のコンバットアーマーに続いて、ボトムズのATも十二種類、軟質プラスチックの組み立てキット化された。こちらにもタカラからは未発売の、ファッティー、ツヴァーク、ラビドリードッグがラインナップに含まれている。
なおその後、ウェーブにより1/35、1/24スケールでの本格的なプラキットのリメイク・シリーズが発売される他、マックスファクトリーでも1/24の各種ソフトビニール・キットのプラキット化が進行されている。加えてバンダイでも、ノンスケール・プラキットとして発売したスコープドッグなどのATと、別売のオプションセットとの組み合わせにより、あらゆる改造機を再現可能となる商品展開を進行させるなど、番組終了後も衰えない人気に応えての商品化が続いている。その他、デフォルメATキットも各社において競作されている。

## ゲーム

### 家庭用ゲーム機
装甲騎兵ボトムズ ザ・バトリングロード（スーパーファミコン、1993年10月29日）
製作タカラ。アクションゲーム。
初のコンシューマーゲーム。ウドの街などを舞台とした、終戦から開戦までの外伝作品。脚本は今西隆志が担当（ゲームパッケージには「サンライズのスタッフ」と表記されている）。キャラクター・ゲーム用AT等は、原作スタッフがデザインを担当（塩山・大河原）。『赫奕たる異端』を準備中のスタジオにて、今西（演出）・塩山（作画監督）・銀河万丈（ナレーション）によるCM映像が制作された。
装甲騎兵ボトムズ外伝 青の騎士ベルゼルガ物語（PlayStation、1997年10月30日）
製作タカラ。3Dアクションゲーム。
小説『青の騎士ベルゼルガ物語』の「黒き炎編」をゲーム化。初回限定版には1/24デュアルモデルのスコープドッグパラシュートザック装備とバトリングプレミアムカードが付属。主人公のケイン・マクドガルやクリス・カーツなど、原作のキャラクターが多数登場する。終盤の選択肢によってケインもしくはクリスがラスボスとなり、エンディングも変化するマルチエンディング方式が採用された。隠しコマンドを入力することで通常では手に入らないシャドウ・フレアが使用できる。
装甲騎兵ボトムズ ウド・クメン編（PlayStation、1998年4月2日）
製作タカラ。3Dアクションゲーム。
原作のウド編からクメン編（一部のみ）までをゲーム化。初回限定版は1/24デュアルモデルのスコープドッグレッドショルダーカスタムとバトリングプレミアムカードが付属。
装甲騎兵ボトムズ ライトニングスラッシュ（PlayStation、1999年3月18日）
製作タカラ。3Dアクションゲーム。
バトリング選手中心の外伝であり、キリコは名前のみ登場。しかしウド編後半での、キリコとフィアナを追うため雇われたバトリング選手たちとの戦いで援護したり、秘密結社による廉価版PS開発を阻止するなど本編に関わる部分や、本編および『メロウリンク』の登場人物らも多く出演している。初回限定版は1/24デュアルモデルのライトニングスラッシュとバトリングプレミアムカードが付属。脚本に竹田裕一郎、キャラクターデザインに塩山紀生、ゲーム用ATデザイン等に大河原邦男と原作スタッフが参加している。
装甲騎兵ボトムズ 鋼鉄の軍勢（PlayStation、1999年9月30日）
製作タカラ。ターン制戦術級シミュレーションゲーム。
装甲騎兵ボトムズ（PlayStation 2、2007年11月15日）
開発ユークス、製作バンダイ。3Dアクションゲーム。
ボトムズ関連ゲームで初めてテレビ全編と、『ペールゼン・ファイルズ』序盤までのOVAを網羅している。AT操縦の爽快感を考慮して開発したゲームで、50種類以上のATを操縦出来る。ATを降りて戦闘可能、戦闘中に別のATなどに乗換えが出来る。バイマン役は物故した塩沢兼人に替わって高木渉が担当。初回特典にはスペシャルガイドブックが付属した。
フィギュアヘッズ（PlayStation 4、Windows）
開発スクウェア・エニックス。3Dアクションゲーム。
本作をテーマとしたゲームではないが、2017年4月13日にボトムズとのコラボレーションが開始された。

### PCゲーム
装甲騎兵ボトムズ ブラック・ユニコーン（PC-8801mkIISR以降、1988年12月8日）
ファミリーソフト。シミュレーションゲーム。
外伝。キャラクターデザインは谷口守泰。アクション要素のあるシミュレーションゲーム。
装甲騎兵ボトムズ DEAD ASH デッド・アッシュ（X68000、1991年6月20日）
ファミリーソフト。シューティング。
外伝。キャラクターデザインは加瀬政広。主人公はバトリング選手で、ゴウトと契約する。キリコと戦い、ワイズマンの後継者を目指す展開も楽しめる。
装甲騎兵ボトムズ THE REAL BATTLE（PC-9801、1996年11月22日）
ファミリーソフト。バトリングシミュレーション。
プレイヤーキャラであるバトリング選手の育成およびATのカスタマイズを行い、バトリングに参加する。キリコやリーマンなどのキャラが対戦相手、またタッグマッチのパートナーとして登場。
2009年よりプロジェクトEGGからWindows XP版発売。

### アーケード
装甲騎兵ボトムズ バトリング野郎（2016年7月より同年10月下旬までの期間限定稼働）
バンダイナムコエンターテインメント。体感系ロボットシミュレーター。
バンダイナムコが期間限定で開設している「VR体験アミューズメント施設」“ VR ZONE Project i Can ”で稼働。ATコックピット（風に仕立てた筐体）に座りVRヘッドマウントディスプレイを装着、FPS視点で敵AT（コンピューター制御のNPC）と戦う。厳密にはゲームでは無くシミュレーション的な設備なので、原典の設定同様、当たりどころが悪ければ即刻の機体停止（ゲームオーバー）もありうる。

### ゲームブック
装甲騎兵ボトムズ 復讐の惑星シド（上原尚子/草野直樹/山口宏/ スタジオ・ハード 1987年9月10日）
勁文社、アドベンチャーヒーローブックス25。
外伝物のゲームでスペシャル・アドバイザーには高橋良輔、イラストに草彅琢仁。原作者の高橋良輔が唯一関わったゲーム。この作品の後に山口は『メロウリンク』に参加する。

### TRPG
装甲騎兵ボトムズ バトリング（ツクダホビー、1992年6月）
ツクダホビーの『機動戦士ガンダム』シリーズのTRPG「ジーク・ジオンシリーズ」のシステムを流用したルール。
装甲騎兵ボトムズTRPG（トイインターナショナル/エンターブレイン、2001年3月、ISBN 978-4757704145）
制作監修はサンライズ。ログインテーブルトークRPGシリーズ。ATの改造ルールが充実している。

### ボードウォー・シミュレーションゲーム
- HG-048 装甲騎兵ボトムズ RED SHOULDER（ツクダホビー、1986年3月）
- FS-005 装甲騎兵ボトムズ CIVIL WAR（ツクダホビー、1986年6月）

### 3Dシミュレーションゲーム
- NO.3 PLOTTERS CITY WOODO （プロッターズシティウド）（タカラ、1983年11月） - ボードゲーム。立体のATのユニット（駒）を使用する。照準線判定にペリスコープを使用することで話題になった。

### トレーディングカードゲーム
- 装甲騎兵ボトムズ ザ バトリングカード（タカラ、1997年） - 本作が原作のカードゲーム。
- ブレイブサーガ（タカラ、1999年4月） - 上述のゲームのカードゲーム版。
- サンライズクルセイド（バンダイ、2007年10月） - サンライズ作品のカードゲーム。第1章 異界の聖戦から登場。

### タイピングソフト
装甲騎兵ボトムズ タイピングトルーパー（Windows、Classic Mac OS、イーフロンティア、2003年2月7日）
タイピング練習ソフト。ゲーム性のあるステージは、ウド編、クメン編の全6ステージ。メインキャラは音声付で、ATはフルCG、銀河万丈の予告付き。

### クロスオーバー作品
上記の他、本作の直接的なゲーム化ではないが、クロスオーバー系ゲーム数作品に本作に登場するキャラクター、並びにロボットが複数登場している。
- ブレイブサーガシリーズ
- サンライズ英雄譚
- バトルオブサンライズ
- ハロボッツシリーズ

スーパーロボット大戦シリーズ

第2次スーパーロボット大戦Z 破界篇/再世篇（PlayStation Portable、前編『破界篇』2011年4月14日、後編『再世篇』2012年4月5日発売）
テレビシリーズ、『ザ・ラストレッドショルダー』、『野望のルーツ』、『ペールゼン・ファイルズ』が登場。担当声優が死去しているキデーラ役（郷里大輔）は三宅健太、バイマン役（塩沢兼人）は千葉一伸が担当。
スーパーロボット大戦Operation Extend（PlayStation Portable、2013年7月18日配信）
テレビシリーズ、『ザ・ラストレッドショルダー』、『野望のルーツ』、『ペールゼン・ファイルズ』が登場。
第3次スーパーロボット大戦Z 時獄篇/天獄篇（PlayStation 3 / PlayStation Vita、前編『時獄篇』2014年4月10日、後編『天獄篇』2015年4月2日発売）
両篇にテレビシリーズ、『ビッグバトル』、『赫奕たる異端』が登場し、『天獄篇』のみ『幻影篇』と『孤影再び』が登場。
スーパーロボット大戦X-Ω（iOS / Android、2015年10月5日配信）
テレビシリーズ、『メロウリンク』が登場。2020年3月には『赫奕たる異端』が期間限定で登場。
スーパーロボット大戦T（PlayStation 4 / Nintendo Switch、2019年3月20日発売）
テレビシリーズ、『ザ・ラストレッドショルダー』、『ビッグバトル』が登場。
スーパーロボット大戦DD（iOS / Android、2019年8月21日配信）
テレビシリーズが登場。本作オリジナルの機体として『蒼き流星SPTレイズナー』とコラボレーションした青いスコープドッグが期間限定で登場し、『レイズナー』の主人公・エイジが搭乗する。
スーパーロボット大戦30（PlayStation 4 / Nintendo Switch / Steam、2021年10月28日）
ダウンロードコンテンツ「エキスパンションパック」を購入することでテレビシリーズが登場。本作オリジナルの機体として「高火力装備」を身に着けた新規デザインのスコープドッグが登場する。

## その他PCソフトウェア
ペーパーフィギュア
- スコープドッグ（Windows、Mac、インナーブレイン、1997年）
- ペーパーフィギュア ブルーティッシュドッグ（Windows、Mac、インナーブレイン、1998年5月21日）
- ペーパーフィギュア スコープドッグリニューアル版（Windows、Mac、インナーブレイン、1998年5月28日）
スコープドッグやブルーティッシュドッグのペーパークラフトの展開図データ。カラープリンタで展開図を印刷して組み立てる。

データベース
- 装甲騎兵ボトムズ デジタルメモリアル1（Windows、Mac、ムービック、1999年10月17日）
CD-ROM2枚組のデータベース。収録内容は、制作者インタビュー、年表、予告、音声集、ギルガメス文字フォント、大河原イラスト、スコープドッグVR集等。

## パチンコ・パチスロ
2011年にサミーからパチスロ 装甲騎兵ボトムズのリリースが発表され、同年4月下旬に全国のパチンコ・パチスロ店に設置。2013年にサンスリーからパチンコCR装甲騎兵ボトムズが同年8月に発売された。